# Abe Lenstra
Abe Lenstra (['ɑ:bə 'lɛnstɾa], * 27. November 1920 in Heerenveen, Niederlande; † 2. September 1985 ebenda) war ein niederländischer Fußballspieler. Er spielte seit der Jugend in seiner friesischen Heimat für die Voetbalvereniging (VV) Heerenveen und ab 1955 in Enschede. In seinen 47 Spielen für die niederländische Nationalmannschaft erzielte er 33 Tore. Neben Johan Cruijff gilt er als einer der besten niederländischen Spieler des 20. Jahrhunderts. Zweimal wurde er zum niederländischen Sportler des Jahres gewählt. Doch obwohl er auf dem Fußballplatz großen Ruhm bei den Fans errang, machte er sich durch seine eigensinnige, launische Art kaum Freunde unter seinen Mitspielern. Die letzten acht Jahre seines Lebens verbrachte der Sportler nach Hirnblutungen im Rollstuhl. Sein Heimatverein SC Heerenveen benannte nach seinem Tod sein Stadion nach Abe Lenstra.

## Die frühen Jahre

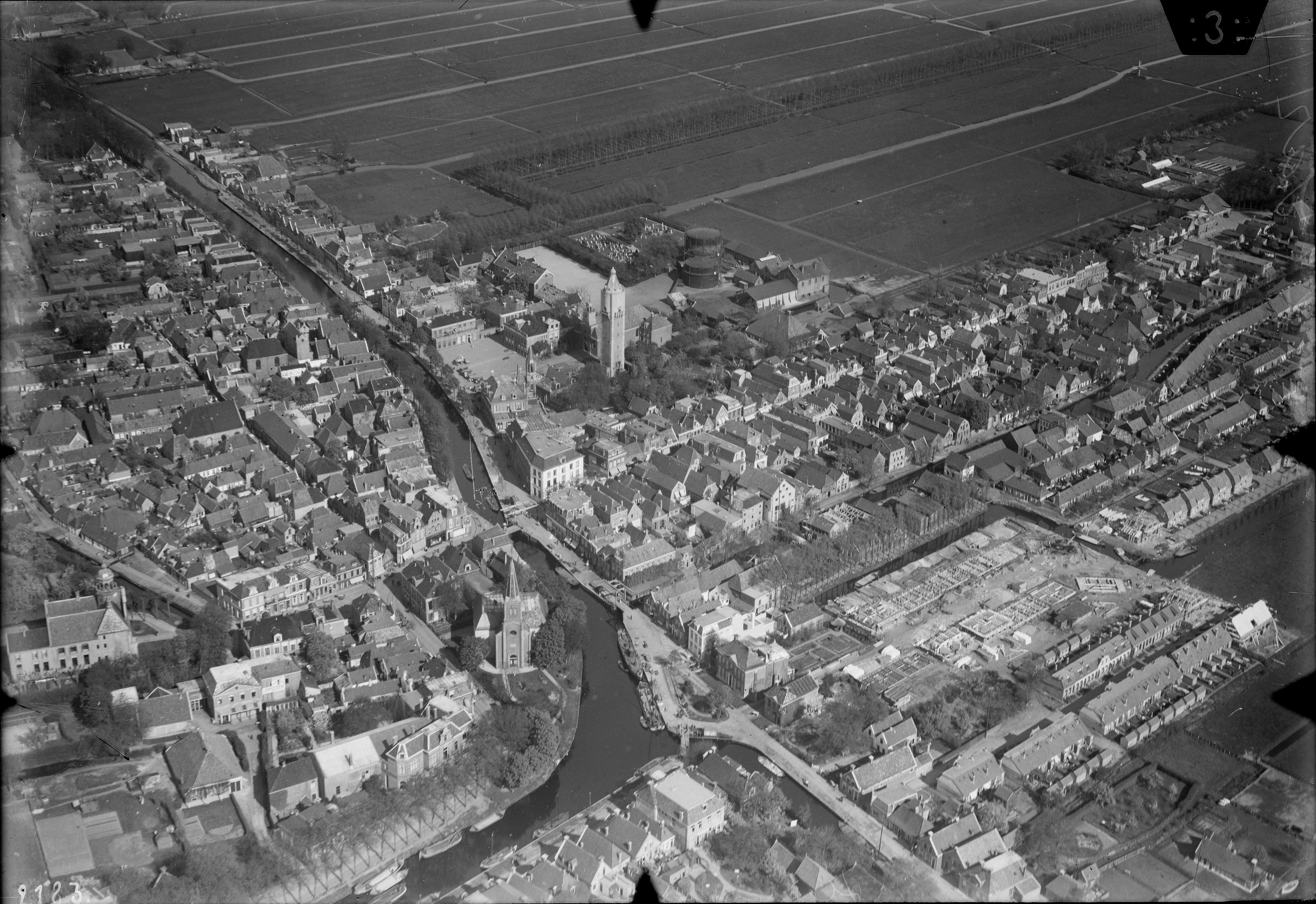
Heerenveen, ca. 1920 bis 1940 (Luftaufnahme des Nederlands Instituut voor Militaire Historie)

Heerenveen war Anfang des 20. Jahrhunderts ein größerer Ort, der nie die Stadtrechte erhielt, im Niederländischen als vlek, friesisch als flekke bezeichnet. Gegründet worden war er Mitte des 16. Jahrhunderts von Torfstechern, als in der Vennlandschaft Südwestfrieslands der kommerzielle Torfstich begann. Benannt ist er nach den Besitzern des Venn und Torfabbau-Unternehmern, den „Herren des Venn“. Durch die Lage an zwei sich kreuzenden Kanälen, die sowohl zur Entwässerung des Moores als auch zum Abtransport des Torfes dienten, und durch den Bau der Verbindungsstraße (1828) sowie später der Eisenbahnstrecke von Leeuwarden nach Zwolle und einer Trambahn Richtung Westen entwickelte Heerenveen sich zu einem zentralen Ort von Handel und Gewerbe. Dabei lag er bis ins 20. Jahrhundert auf den Gebieten der drei Gemeinden Schoterland, Aengwirden und Haskerland; erst 1934 wurden diese zu einer gemeente zusammengelegt und Heerenveen zum Hauptort gemacht. Auf den im Winter oft zugefrorenen Kanälen und Moorteichen wurde Schlittschuhlaufen zur Hauptsportart. Anfang des 20. Jahrhunderts begann das organisierte Fußballspielen. Vier Monate vor Abe Lenstras Geburt wurde unter dem Namen Athleta die spätere VV Heerenveen gegründet.
Abe Lenstra wurde am 27. November 1920 als zweiter Sohn des Lagerarbeiters Mindert Jans Lenstra und seiner Frau Janke, geborene Suierveld, geboren. Nachdem sein anderthalb Jahre älterer Bruder Jan nach dem Großvater Lenstra benannt worden war, erhielt der jüngere Sprössling den Vornamen von Jankes Vater Abe Wytzes Suierveld. Der Name war mindestens seit dem Jahr 1500 Familientradition, als ein Vorfahre namens Abe Hania eine Frau adeliger Herkunft geehelicht hatte. Die Familie lebte zunächst in einem von Arbeitern geprägten Viertel; beide Großväter wie auch Mindert Lenstra waren Anhänger von Ferdinand Domela Nieuwenhuis, der im friesischen Wahlbezirk Schoterland 1888 für die Friese Volkspartij als erster Sozialist in die Tweede Kamer gewählt worden war. Abe und sein Bruder wuchsen in einem atheistischen Umfeld auf; am Tag der Arbeit hing an ihrem Arbeiterhäuschen wie an fast allen Häusern in ihrer Straße die Rote Fahne. Als Vater Lenstra eine bessere Stellung als Handlungsreisender erlangt hatte, zog die Familie in ein bürgerlicheres Umfeld, behielt aber ihre politische Überzeugung bei; Janke Lenstra war als zweite Vorsitzende des örtlichen Frauenbundes der Sociaal-Democratische Arbeiderspartij SDAP tätig; als Zeitung kam das sozialistische Tageblatt Het Volk ins Haus; im Radio lief ausschließlich das VARA-Programm.
Wie so viele Spieler seiner Generation lernte Abe Lenstra das Fußballspielen auf der Straße. Mit Schulkameraden, eigenen und denen seines älteren Bruders, ließ er keine Gelegenheit aus, gegen papierne Bälle, Tennisbälle, Fußbälle zu treten. Von Natur aus war er „rechtsfüßig“, doch durch das unablässige Üben konnte er schon als Kind den Ball mit beiden Beinen gleich gut treten. Im Mai 1931 fiel er erstmals bei einem jährlichen Schulturnier auf, das von der VV Heerenveen mitgetragen wurde. Abe war der jüngste und kleinste Teilnehmer und spielte in einem Team gemeinsam mit seinem Bruder Jan. Nach dem Turnier im folgenden Jahr erkannte auch der neue Trainer der VV Heerenveen, der Engländer und Ex-Profi von Charlton Athletic Syd Castle, das Talent des Jungen. Drei Tage nach seinem zwölften Geburtstag wurde Abe Lenstra Mitglied des Vereins. Während sein anderthalb Jahre älterer Bruder Jan bereits in der ersten Nachwuchsmannschaft antrat, wurde Abe zunächst im zweiten Nachwuchsteam eingesetzt. Doch in seinen ersten Spielen erzielte er als Mittelstürmer so viele Tore, dass er schnell in Jans Mannschaft aufrückte.

## Karriere im Verein

### 1932–1950: Bodenständiger Amateur in Heerenveen
In der Saison 1932/33 übernahm der Österreicher Otto Pinter, ehemaliger Spieler von Rapid Wien, das Training bei den Friesen. Während Castle den englischen Spielstil mit langen Pässen auf die Flügel eingeführt hatte, war Pinter Bewunderer des technisch anspruchsvolleren Kombinationsspiels des „Wunderteams“ aus seiner Heimat. Lenstra übernahm dies von Pinter. Der Österreicher verglich Abes Spielintelligenz und Technik mit der von Matthias Sindelar, der zu dieser Zeit als bester Spieler des Kontinents galt. Lenstra sagte 1970 rückblickend über seinen ersten Trainer:

„Ich hatte das Talent, aber ich habe auch viel gelernt, vor allem von Otto Pinter. ... Wir probierten alles aus, was ich noch nicht konnte. ... Wenn wir fertig waren, sagte er: ‚Wir sind wieder ein Stückchen weiter!‘ Vor allem in der Anfangszeit war das sehr wichtig für mich.“

Am 1. März 1936 gab Abe Lenstra an der Seite seines Bruders sein Debüt in der zweiten Herrenmannschaft der VV Heerenveen, Jan spielte Linksaußen, Abe auf Halblinks. Beim 12:1-Sieg gegen Alcides Meppel erzielte Abe drei Tore; Jan wurde nach seinen sechs Treffern zur ersten Mannschaft berufen. Abe musste bis zum Sommer warten, ehe er zu einem Freundschaftsturnier ebenfalls in den Kader kam, die nun wieder der aus England zurückgekehrte Castle trainierte. Am 16. Juli 1936 kam er so, noch 15-jährig, zu seinem ersten Einsatz bei den „Herren“, hier zunächst auf Halbrechts, da die halblinke Position durch den Topscorer des Teams, Jan „Bob“ Krikke, besetzt war. In dem Match gegen Gorredijk, das 2:2 endete, erzielte er den Ausgleichstreffer zum 1:1 – „ein prächtiges Tor“, wie der Chronist der Zeitung Nieuwsblad van Friesland berichtete. In der folgenden Saison 1936/37 eroberte Abe Lenstra sich bereits einen Stammplatz.
Der Stürmer war in dieser Spielzeit mit 19 Toren einer der besten Torschützen der tweede klasse, der zweithöchsten niederländischen Spielklasse, und trug damit wesentlich zum Aufstieg der VV Heerenveen bei. Ab 1937 etablierte sich das Team in der höchsten Spielklasse Eerste Klasse Noord. Dank Lenstra, der bis heute als bester Fußballspieler gilt, den Heerenveen jemals hervorbrachte, konnte die Mannschaft ab der Saison 1941/42 bis zur Spielzeit 1950/51 in jedem Jahr als Nordmeister in die Endrunde um die Niederländische Meisterschaft einziehen. Beste Platzierung in der niederländischen Meisterschaft war zweimal Platz zwei in den Saisons 1946/47 und 1947/48. Der Fußball rollte im Norden der Niederlande bis zum letzten Kriegsjahr auch während des Zweiten Weltkriegs. Im Herbst 1942 musste die VV Heerenveen zeitweilig auf ihren Starspieler verzichten: der KNVB sperrte Lenstra, weil er gegen den Amateurstatus verstoßen hatte – allerdings nicht im Fußball: Er hatte – wie mehrere friesische Spieler – an Eislaufveranstaltungen teilgenommen und dafür Preisgelder erhalten. Während des Hungerwinters 1944/45 gab es in Friesland noch immer genügend Lebensmittel, so dass viele Menschen aus dem Süden und Westen des Landes, wo der Nachschub abgeschnitten war, herüberkamen. Die Mitglieder der VV Heerenveen nahmen Ajax-Spieler bei sich auf, die mit dem Boot aus Amsterdam über das IJsselmeer geflohen waren. Hiltje „Hil“ Lenstra-Wisman, die Abe 1944 geheiratet hatte, erinnerte sich, dass bei dem frischgebackenen Ehepaar Arie de Wit einquartiert war; insgesamt seien etwa 80 Amsterdamer bei den Heerenveenern gewesen, mit denen Abe sich tagsüber im Stadion mit Fußball beschäftigte. Daneben widmete er sich in dieser Zeit weiter dem Eisschnelllauf und konnte auf der Kurzbahn einige regionale Meisterschaften gewinnen; eine Teilnahme an der nationalen Meisterschaft musste er 1945 wegen einer Trainingsverletzung absagen, schlug jedoch im folgenden Jahr den Meister Kees van Eikeren bei einem Rennen in Heerenveen.

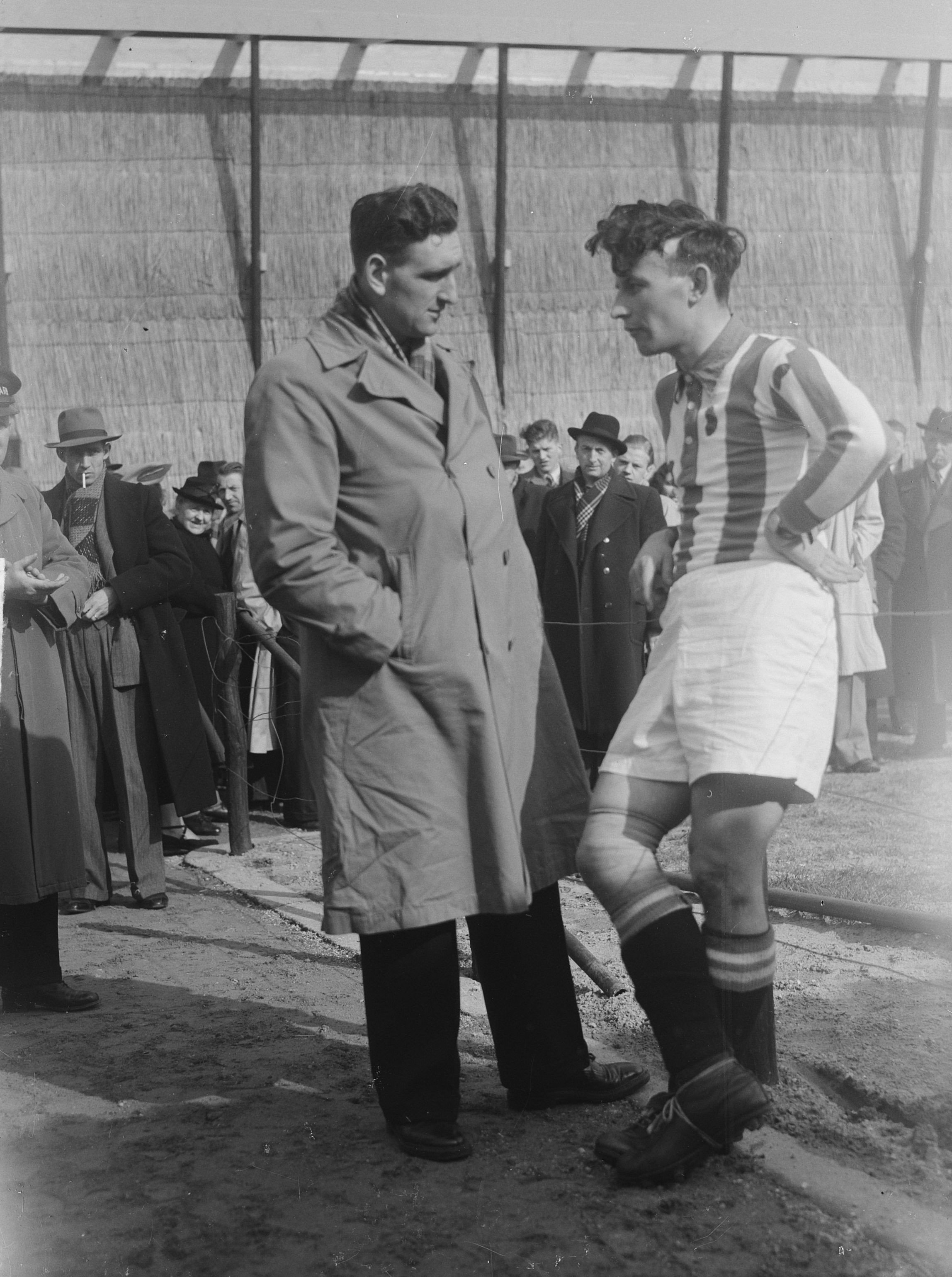
Abe Lenstra (rechts) im Gespräch mit dem niederländischen Fußballspieler Piet Kraak; 1949

Lenstra war ein kompletter Spieler; er hatte die Begabung, aus dem Stand schießen zu können, und das rechts- wie linksfüßig. „Intuitiv, kreativ, technisch,“ sei er gewesen, sagte Kees Rijvers über ihn: „Vor allem, wenn es gut lief.“ Mit samtener Technik, grandioser Übersicht, blitzschnellem Schuss und ein paar täuschenden Bewegungen schaltete er seine Gegenspieler aus. Dabei war er einer der ersten großen Spieler, die den Ball bevorzugt mit dem Außenrist spielten. Die hundert Meter lief er in 10,9 Sekunden, und wirkte dabei auf dem Platz doch oft phlegmatisch. Manchmal erweckte er den Eindruck, er sei gar nicht im Spiel – um dann blitzschnell Freund und Feind mit einem genialen Pass, einem geschickten Trick oder dem tödlichen Schuss zu überraschen. Er selbst sah das recht pragmatisch:

„Ein guter Fußballspieler ist ein bisschen wie ein Hecht; man muss nicht viel tun, wenn man nur zeitig zuschnappt.“

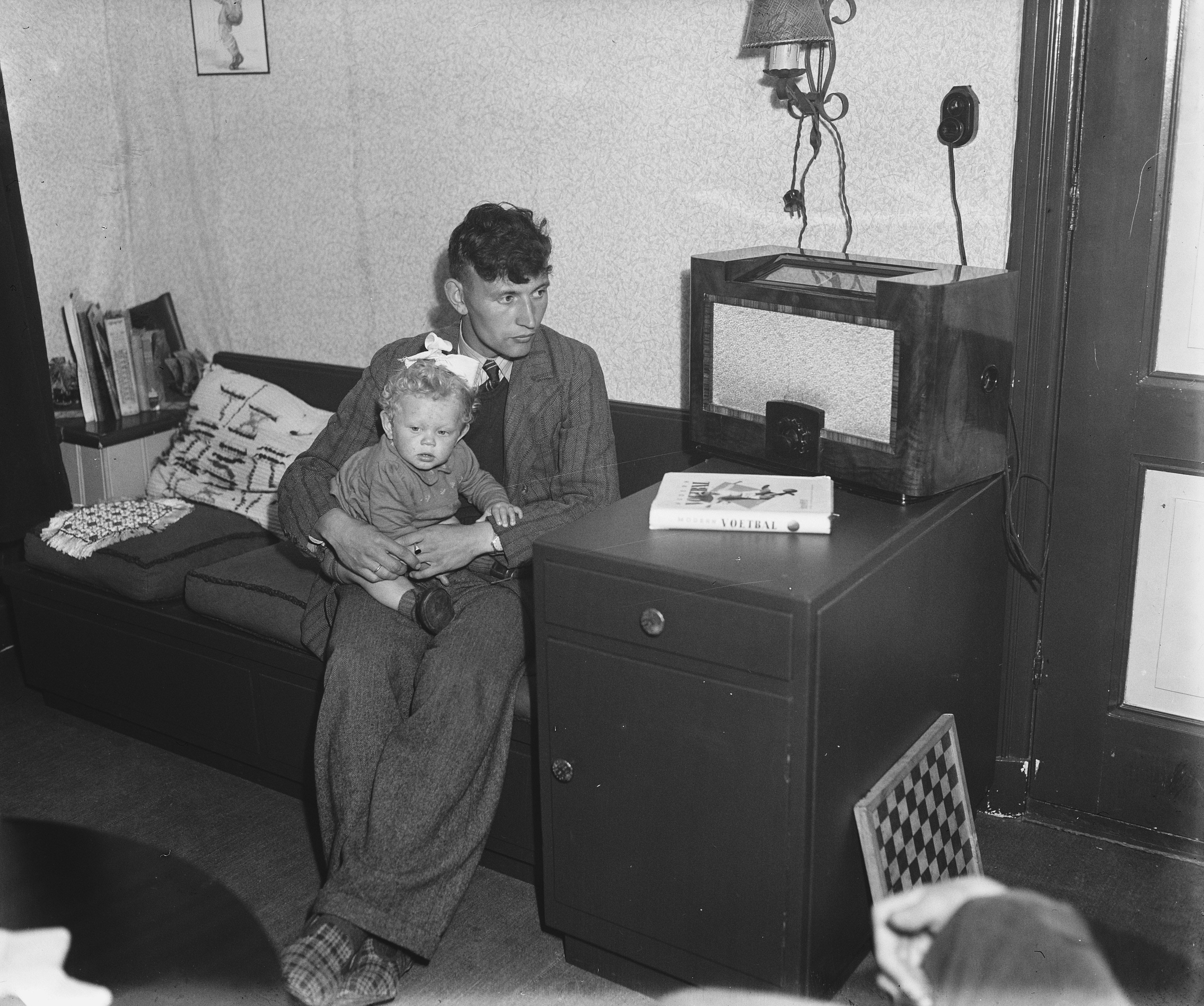
Abe Lenstra hört mit seiner Tochter eine Radiosendung (1948)

Als Kämpfer, der seine Mannschaft auch bei fast aussichtslosem Rückstand noch zum Sieg führte, machte er sich in zwei Spielen einen Namen. Das erste war ein Match in Maastricht am 21. Juni 1947, als Heerenveen nach 0:4-Rückstand noch mit 7:6 gewann. Sein bekanntestes Spiel im Dress der Friesen absolvierte er am 7. Mai 1950 gegen Ajax Amsterdam, in dessen Team damals unter anderen Rinus Michels stand. Eine halbe Stunde vor Abpfiff war der Spielstand 1:5 gegen Heerenveen. Doch den Friesen gelang es, aus dem Rückstand noch einen 6:5-Sieg zu machen. Lenstra erzielte dabei die ersten beiden Tore und hatte großen Anteil an der Vorbereitung der weiteren Treffer. Wie jedes Genie hatte Lenstra aber auch seine Macken. Im Jahr darauf spielte Heerenveen in der Meisterschaft unter den Möglichkeiten, und Lenstra, der sich nicht ganz fit fühlte, ließ das Heimspiel gegen Blauw Wit einfach aus. Er kam nicht einmal in den Sportpark, um das Spiel zu sehen; gegenüber einem Journalisten gab er an, er sei „fußballmüde“.

### 1950–1955: Der schwierige Weg in den bezahlten Fußball

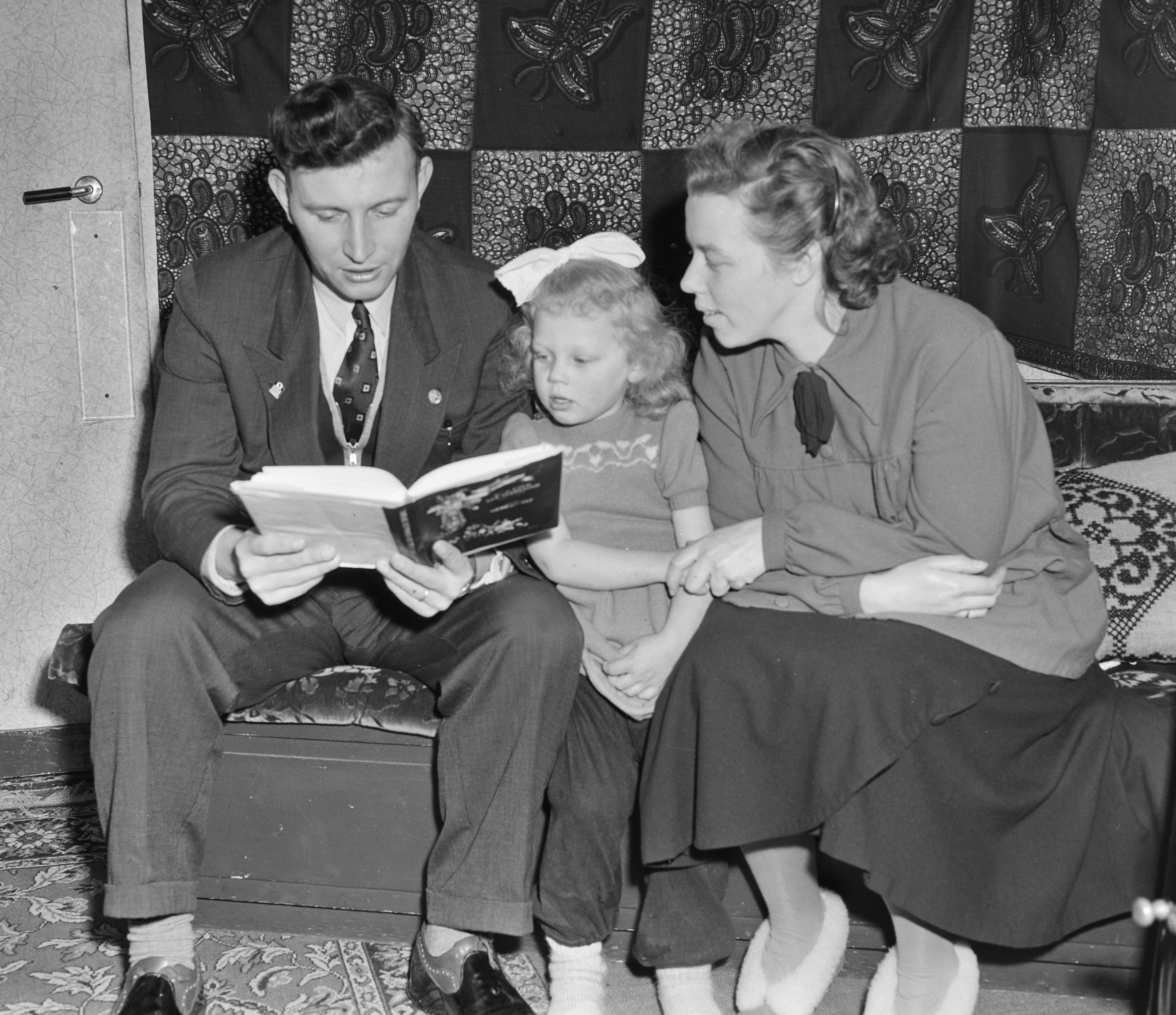
Abe Lenstra mit seiner Familie (1952)

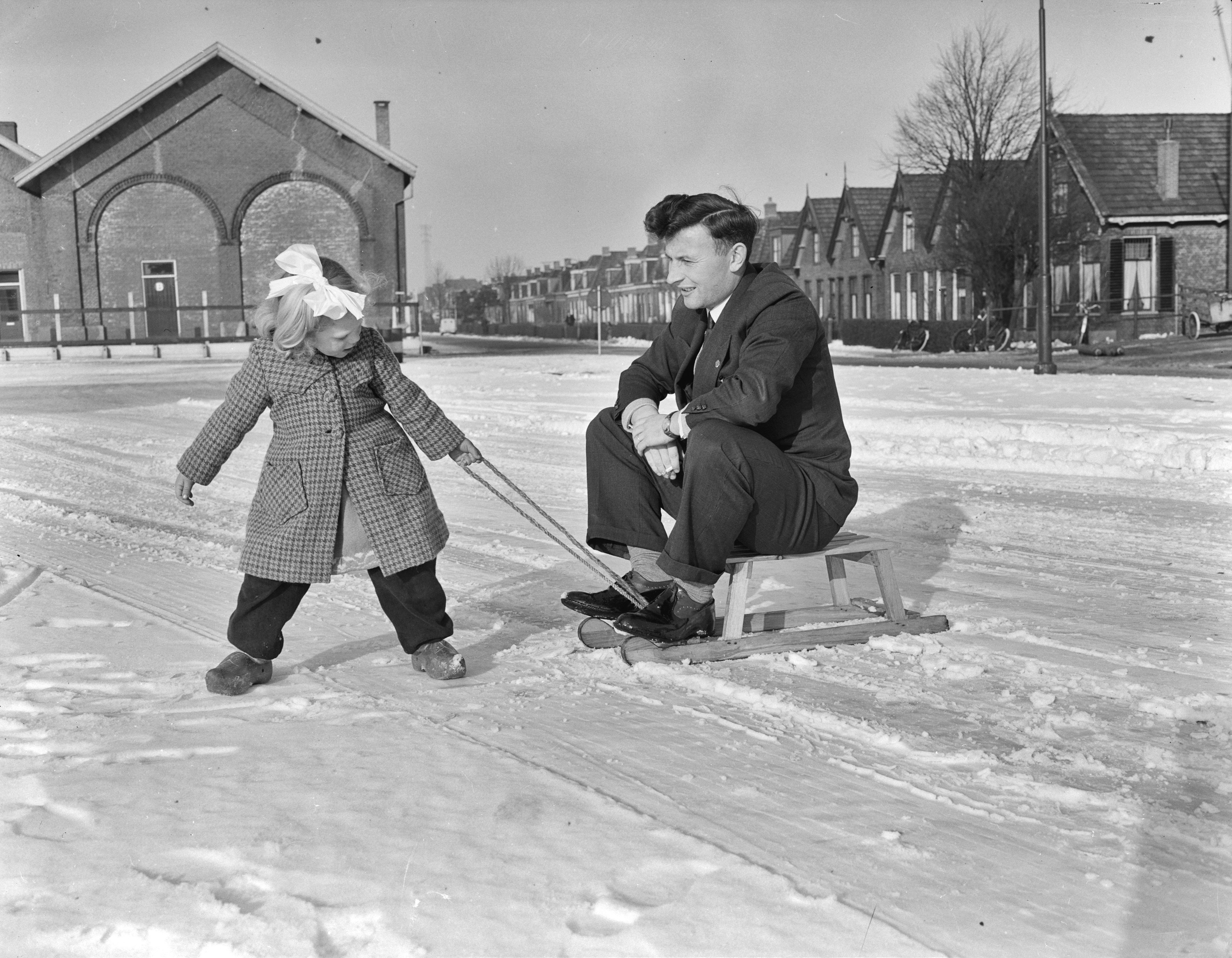
Abe Lenstra mit seiner Tochter (1952)

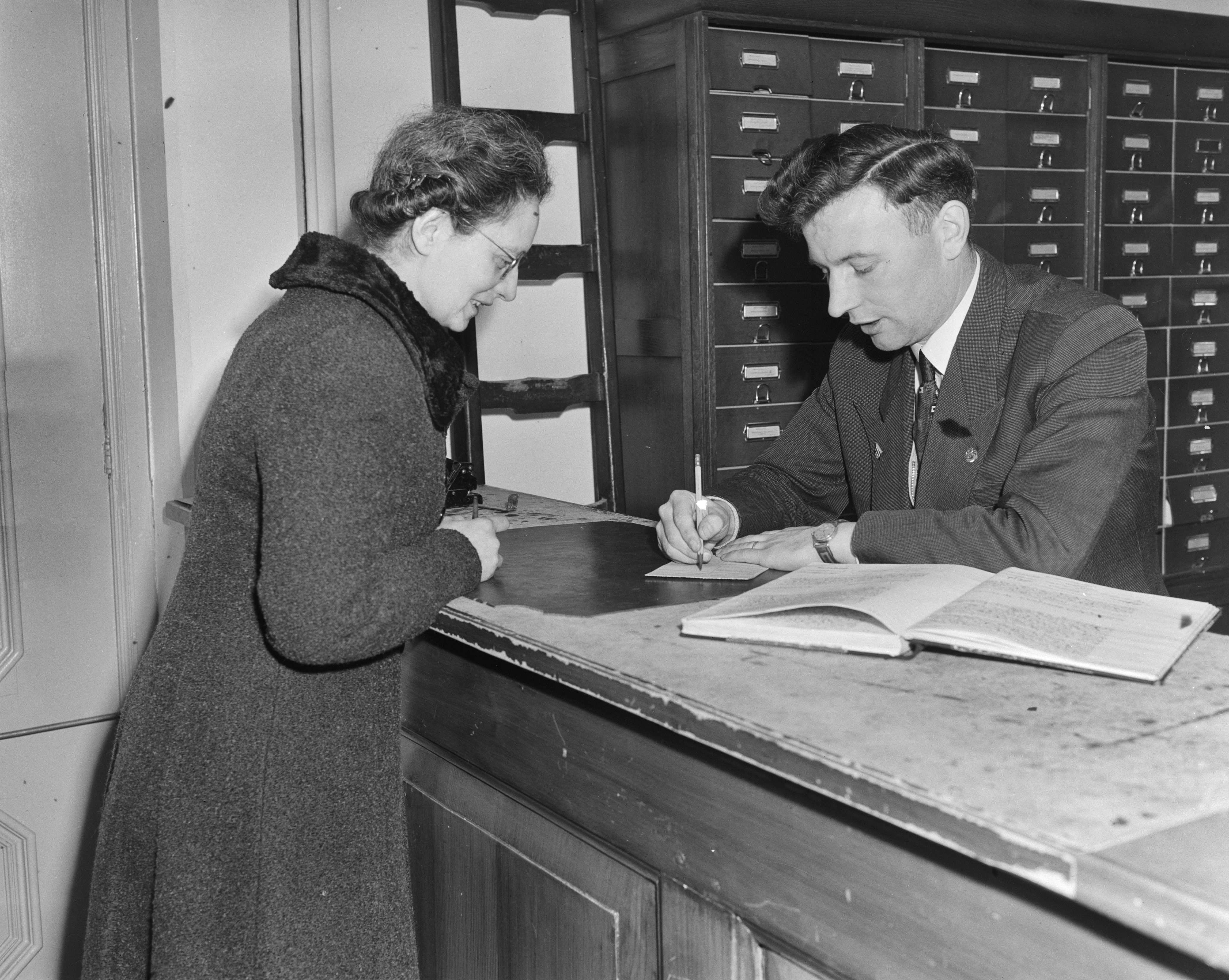
Abe Lenstra während der Arbeit in der Gemeindeverwaltung (1952)

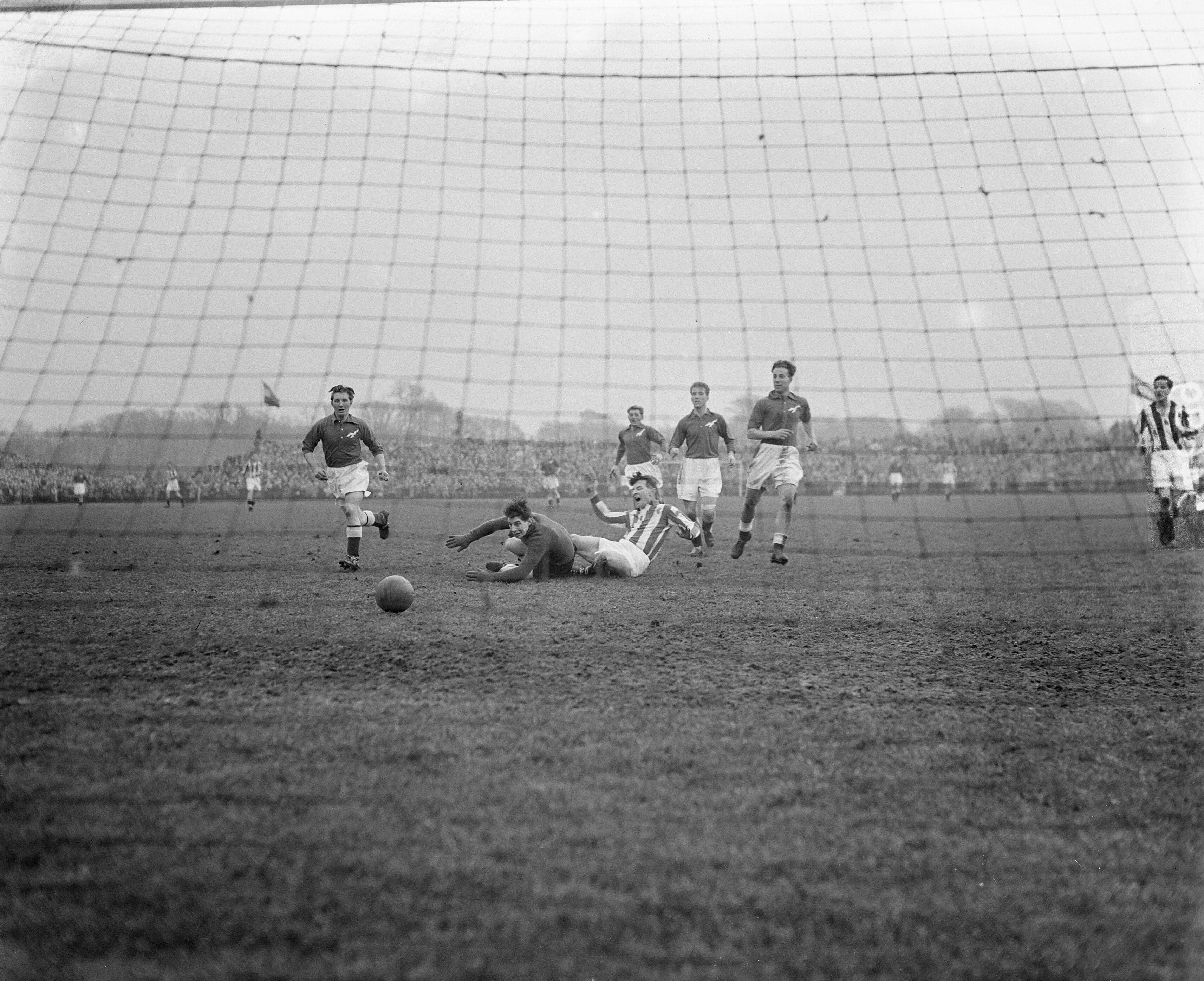
Abe Lenstra schießt das 1:0 für Heerenveen gegen die IJ.V.V. Stormvogels (1952)

Abe Lenstra wurde von vielen europäischen Profiklubs umworben; schon 1937 hatte Huddersfield Town ein schriftliches Angebot unterbreitet, das Mindert Lenstra, seinerzeit Vorstandsmitglied der VV Heerenveen, abfing und allen vorenthielt. AC Mailand bot angeblich 60.000 Gulden für einen Dreijahresvertrag und 325 Gulden Gehalt ohne Prämien, Inter Mailand und Rot-Weiss Essen buhlten später um ihn; der AC Florenz bot ihm Ende 1950 100.000 Gulden, für diese Zeit ein gigantischer Betrag; Lenstra sollte 50.000 Gulden bei Vertragsunterzeichnung und weitere 50.000 nach seinem ersten Ligaeinsatz erhalten; dazu 600 Gulden monatliches Gehalt. Als das nicht fruchtete, sollen die Florentiner gar einen Blankoscheck geschickt haben. Doch Lenstra unterschrieb nicht, er wollte seine pensionsberechtigte Arbeitsstelle bei der Stadt nicht verlieren. Auch sein dominanter Vater und der familiäre Hintergrund hatten sicher einen Anteil an der Entscheidung. Mindert Lenstra – einer der wenigen Menschen, auf die Abe noch hörte – hatte seinem Sohn geraten: „Pass auf, dass das Geld nicht die Macht über dich kriegt.“ Abe wies alle Angebote aus dem Ausland mit dem Argument zurück, er wolle sich nicht als „Sklave“ verkaufen:

„Wenn man Profi wird, hat man nichts mehr mitzureden, und der Klub kann mit einem machen, was er will.“

Neben dem Fußball arbeitete Abe Lenstra also weiter in der Gemeindeverwaltung im Einwohneramt seiner Heimatstadt, verdiente dort 1955 fast 500 Gulden im Monat und damit beinahe doppelt so viel wie der durchschnittliche Arbeitnehmer. Mit Ehefrau Hiltje hatte Abe zwei Töchter. Die kleine Familie konnte mit den finanziellen Zuwendungen und Geschenken unter anderem seiner Fans recht luxuriös leben, während sein Bruder Jan, der schon länger nicht mehr Fußball spielte, fünf Kinder ernähren musste. „Wenn ich 25 Cent erhielt, dann bekam er einen Gulden,“ schilderte Jan Lenstra später, wie es um die Geldmittel bestellt war. Doch daran, seinen Bruder zu unterstützen, verschwendete Abe keinen Gedanken – die Familienbande hatten sich über die Jahre mehr oder weniger gelöst und waren spätestens nach dem Tode von Vater Mindert Lenstra im Januar 1955 kaum mehr vorhanden.
Dennoch hätte er „sein“ Heerenveen am liebsten gar nicht verlassen; hätte es im Verein nicht 1954/55 heftige Meinungsverschiedenheiten zur Einführung des Profitums gegeben. Der Vorstand wollte den Amateurstatus halten; Lenstra wollte als Spielertrainer jedoch nur bei einem Profiverein VV Heerenveen bleiben und hatte seine Kontakte genutzt, um namhafte Spieler nach Friesland zu locken. Doch nachdem der alte Vorstand zurückgetreten war, kamen mit dem neuen Vorsitzenden Hendrik Schut, einem Lehrer, und Kassenwart Anne Post Menschen auf diese Positionen, die mit Lenstras dominanter, fordernder Art nicht zurechtkamen. „Wie Feuer und Wasser“, beschrieb Schut später ihr Verhältnis. Lenstra und viele seiner Zeitgenossen hielten den neuen Vorstand für Amateure, unfähig einen Profiverein zu führen. Germ Hofma, langjähriger Mannschaftskamerad Lenstras, äußerte später, Schut habe „eine Schulklasse führen [können], aber damit hörte es auch auf. Mit einem Vorstand aus Geschäftsleuten wäre Heerenveen größer geworden als PSV.“ Lenstra spielte die Saison noch zu Ende, doch ohne den Vater fiel ihm der Entschluss nun leicht, Heerenveen und seinen Verein hinter sich zu lassen.

### 1955–1960: Als Halbprofi beim Sportclub Enschede
Schon im Sommer 1954 hatte Hennie Möring, ehemaliger Spieler des Sportclub Enschede und mittlerweile Geschäftsmann, Kontakt zu seinem früheren Nationalmannschaftskameraden aufgenommen. Der Sportclub hatte zu diesem Zeitpunkt bereits beschlossen, so bald wie möglich zum Profifußball überzugehen, der in den Niederlanden mit dem Zusammengehen der zwei Ligen von KNVB und dem neuen Verband der Berufsfußballspieler, NBVB, im November 1954 zum Standard wurde. Möring bot Lenstra eine zu seiner Arbeit in Heerenveen gleichwertige Anstellung bei der Gemeindeverwaltung Enschede an, die jedoch später an einen anderen Bewerber ging. Um Lenstra doch zu einem Wechsel zu bewegen, wurde ihm daraufhin der Geschäftsführerposten in einem neu gegründeten Großhandel für Sportartikel versprochen. Ein Handgeld von 15.000 Gulden tat ein Übriges, und so erklärte Abe Lenstra sich bereit, zur Saison 1955/56 als Halbprofi nach Enschede zu gehen. Die Verhandlungen der Vereine über eine Ablöse für den immerhin 34-jährigen Spieler standen im Zeichen der Geschäftsleute aus Enschede und der Amateure aus Heerenveen: Durch Verhandlungsgeschick und legitime Tricksereien erhielten die Friesen letztlich lediglich Einnahmen aus zwei Freundschaftsspielen des Sportclubs von etwas mehr als 11.000 Gulden – für einen Spieler, der anderen Vereinen 100.000 Gulden wert gewesen wäre, wie Egidius Joosten, Gründer des NBVB und des ersten niederländischen Profiklubs Fortuna’54, später bestätigte.

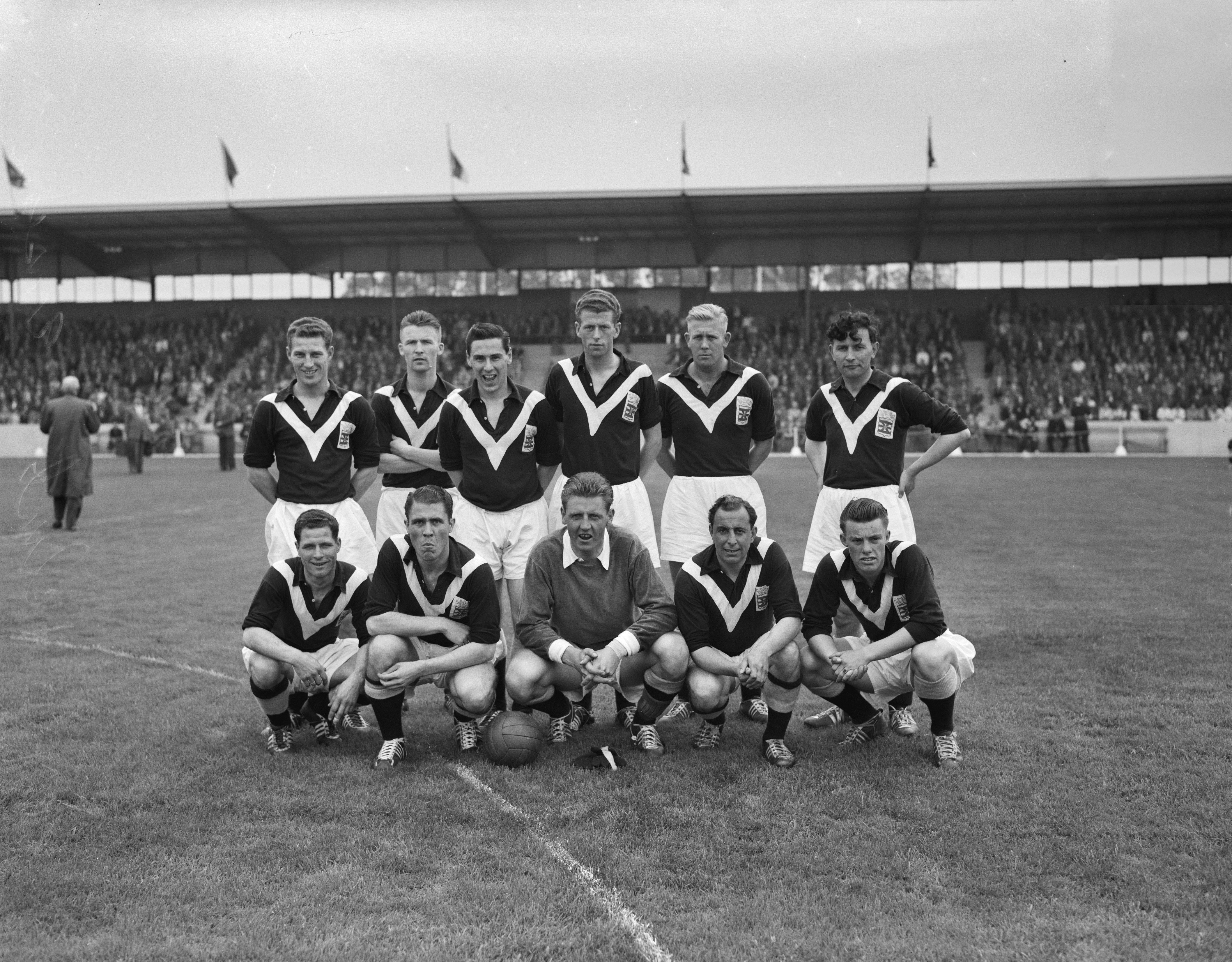
Abe Lenstra (obere Reihe, 1. v. r.); 1956

Zwar war Lenstra erst ab 1. Juli 1955 offiziell beim Sportclub, im Mai und Juni trat er aber schon in zwei Freundschaftsspielen gegen Preußen Münster und den FC Schalke 04 im neuen Dress an. Das Vereinsmitglied Nr. 765 traf in Enschede nicht nur auf namhafte Mitspieler wie Joop Odenthal oder Gerrit Voges, sondern auch auf seinen ehemaligen Bondscoach Jaap van der Leck sowie einige „Eigengewächse“ des Vereins wie Joop Janssen. Der junge Linksaußen erinnerte sich, was die Enscheder fühlten, als sie erfuhren, dass das Idol zu ihnen stoßen werde: „Niemand hatte erwartet, dass Lenstra nach Enschede käme. Für uns war das zu schön um wahr zu sein; wer hätte denn wohl nicht mit Abe zusammen spielen wollen?“ Van der Leck hatte die Mannschaft bereits seit einem Jahr trainiert und auf Platz 5 in der Eerste klasse geführt; damit war das Team für die neue, zweigleisige Hoofdklasse qualifiziert. Am 8. August 1956 eröffnete der Club sein neues Stadion Het Diekman mit einem neuerlichen Freundschaftsspiel gegen Preußen Münster, das Enschede mit 3:0 gewann; Lenstra erzielte per Strafstoß das erste Tor in Spiel und Stadion. Auch im ersten Meisterschaftsspiel drei Wochen später war Lenstra erfolgreich, beim 5:1 über PSV in Eindhoven erzielte er zwei Treffer, zwei von 13 in 16 Spielen vor der Winterpause. Am Saisonende belegte der Sportclub gemeinsam mit Rapid JC den zweiten Platz und hatte damit klar die Teilnahme an der für die folgende Saison eingerichteten Eredivisie geschafft. Um die Teilnahme an der Meisterschaftsendrunde spielten Rapid JC und der Sportclub am 17. Juni 1956 ein Entscheidungsspiel in Nimwegen, das der spätere Meister aus Kerkrade mit 4:3 für sich entschied.
Die erste Saison der Eredivisie, mittlerweile hatte František Fadrhonc das Traineramt von van der Leck übernommen, schlossen die Mannen um Lenstra als Dritter ab, hinter Meister Ajax Amsterdam und Fortuna’54. Der Friese war mit dem neuen Trainer nicht zufrieden, er ließ für seinen Geschmack zu defensiv spielen. Da Lenstra sich nicht gern in die Verteidigung zurückfallen ließ, mussten seine Nebenleute entsprechend längere Wege laufen, was für das Mannschaftsklima nicht sonderlich förderlich war. Dennoch stand Abe Lenstra mit diesem Team – in dem mittlerweile auch Rinus Schaap, einer seiner wenigen Freunde, spielte – am 15. Juni 1958 ganz dicht davor, endlich den niederländischen Meistertitel zu holen. Zwar hatte er während der Saison wegen einer Gelbsucht, Verletzungen und interner Sperre (weil er nicht wie von Fadrhonc angeordnet auf Linksaußen spielen wollte) in dreizehn Spielen nicht antreten können. Doch am Saisonende war er fit. SC Enschede und DOS aus Utrecht standen punktgleich an der Spitze, und der Meister musste in einem Entscheidungsspiel bestimmt werden; Enschede verlor (erneut in Nimwegen) allerdings nach der dritten Verlängerung (à siebeneinhalb Minuten) der Partie durch einen Treffer des damals „besten Mittelstürmers der Niederlande“ Tonny van der Linden mit 0:1. Joop Janssen sah den Grund für das Verpassen des Titels in den Misstönen innerhalb der Mannschaft: „Durch all die Reibereien zwischen den Spielern haben wir hundertprozentig die Meisterschaft vergeben, und nicht nur 1958.“ Die Mannschaft fiel auseinander; auch Lenstra wollte den Verein verlassen, doch ein Wechsel zu Blauw Wit Amsterdam scheiterte an der hohen Ablösesumme von 80.000 Gulden, die Enschede aufrief. Lenstra verlängerte stattdessen beim Sportclub um zwei Jahre.
Vor dem Entscheidungsspiel um die Meisterschaft hatte Lenstra sich als Sänger versucht; er hatte, als erster niederländischer Sportler, am 21. Mai 1958 im Studio eine Schallplatte aufgenommen, eine Single mit den Titeln Geen woorden, maar daden („Keine Worte, sondern Taten“) und Bij ons in Holland („Bei uns in Holland“). Die A-Seite soll er nach Angaben des Journalisten Jurryt van de Vooren vor dem Spiel gegen DOS beim Stadionsprecher hinterlegt haben, damit der sie zur Siegerehrung abspiele. Dazu kam es nicht, da Enschede verlor. Die Single wurde von Philips veröffentlicht, konnte aber keinen großen Verkaufserfolg erzielen und gilt heute als Rarität.

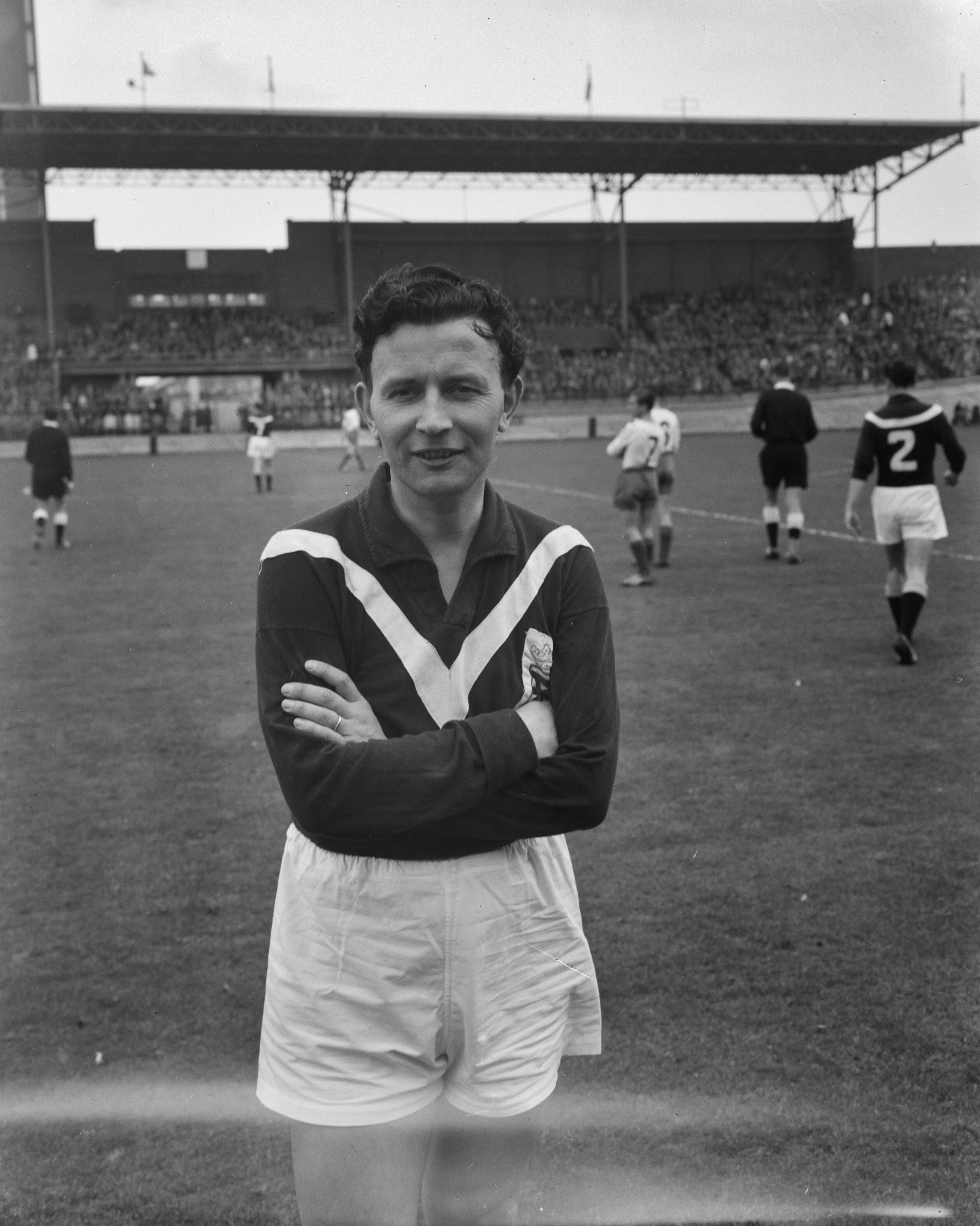
Abe Lenstra (1960)

Auch ohne Erfolg als Sänger verdiente Lenstra gut. Pro Sieg zahlte der Sportclub 75 Gulden, bei einem Unentschieden gab es 45 Gulden und nach einer Niederlage konnte Lenstra immerhin noch 25 Gulden einstreichen. So kam er 1958 auf rund 3.600 Gulden vom Verein, etwa die Höchstsumme, die vom KNVB für die niederländischen Profis genehmigt war; hinzu kamen Prämien vom KNVB für Länderspiele zwischen 50 und 150 Gulden und für Gastauftritte, für die Summen mindestens im dreistelligen Bereich gezahlt wurden. Außerdem erhielt er, so gab sein Freund und Manager Willem ter Riet später preis, monatlich noch einmal fünf- bis sechshundert Gulden zusätzlich vom Verein. Damit gehörte er unter den niederländischen Berufsfußballspielern seiner Zeit zu den bestbezahlten; im internationalen Vergleich jedoch war die Summe eher gering: in England wurden Profis in diesen Jahren bereits mit umgerechnet zwischen 15.000 und 20.000 Gulden je Saison entlohnt.

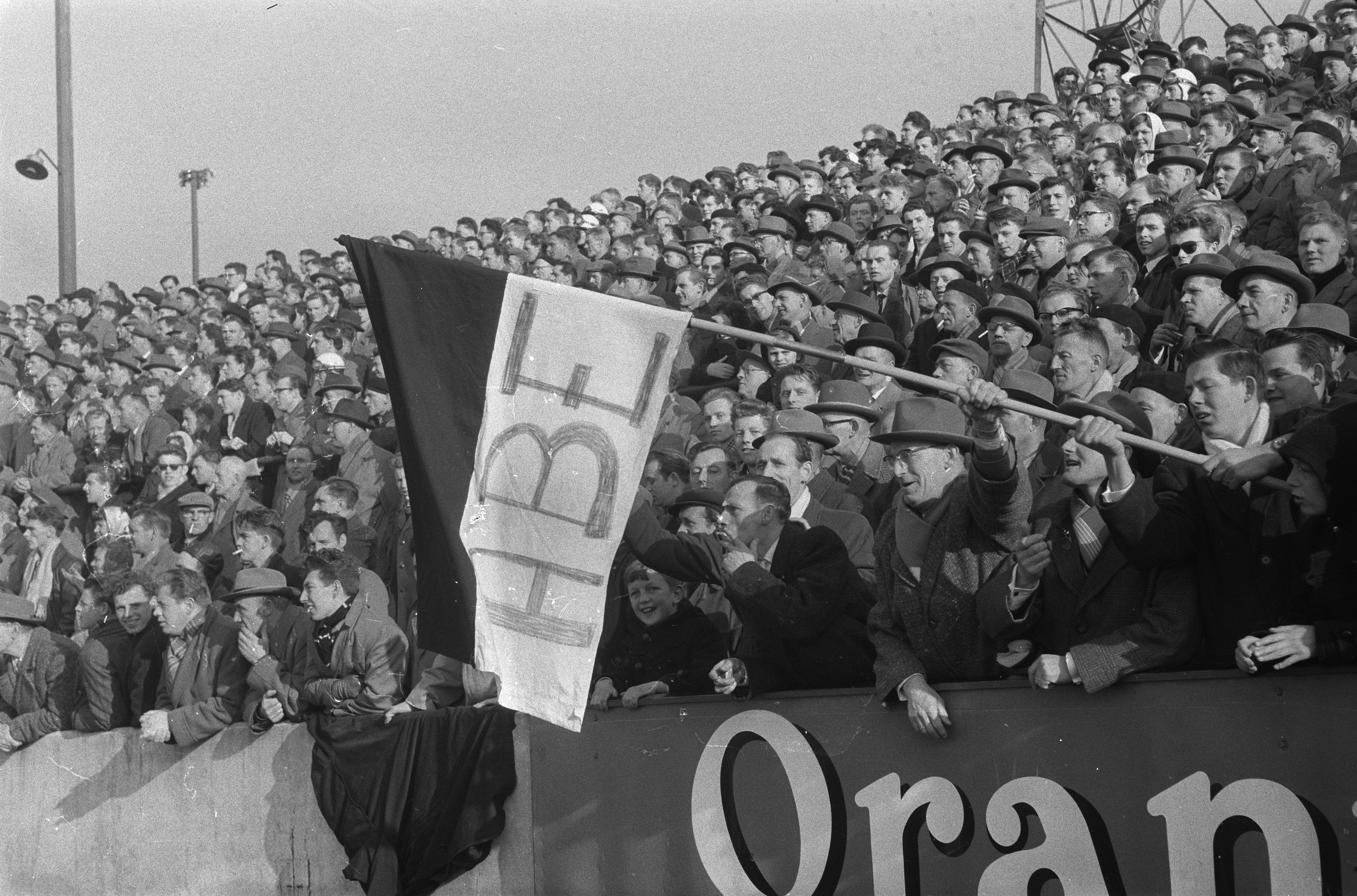
Anhänger Abe Lenstras am 6. März 1960 beim Spiel des SC Enschede gegen den AFC Ajax

In der Saison 1959/60 geriet der Sportclub Enschede nach neun Niederlagen in Folge in der ersten Saisonhälfte in Abstiegsnot. Das Verhältnis zwischen Fadrhonc und Lenstra hatte sich bereits verschlechtert und als der Trainer seinem Star mitteilte, er könne ihn nunmehr nicht mehr auf Halblinks spielen lassen, kam es zum Eklat. Wie schon mehrmals in der Vergangenheit weigerte Lenstra sich, die Entscheidung zu akzeptieren; sein Standing war mittlerweile aber nicht mehr hoch genug. Trainer und Club sperrten ihn für die erste Mannschaft und verbannten ihn in die Zweite. Doch sein Ehrgeiz war groß genug, es ihnen noch einmal zeigen zu wollen. Wie Hiltje Lenstra es nach seinem Tod ausdrückte:

„In bestimmten Situationen musste Abe sich immer wieder beweisen. Wohl vier- oder fünfmal wurde er im Laufe der Jahre abgeschrieben. Das hat echt an ihm genagt.“

Er spielte gut, erzielte in sechs Spielen acht Tore. Da die Mannschaft sich ohne Abe Lenstra wieder aus der Abstiegszone gekämpft hatte, holte Fadrhonc ihn zurück – nicht zu Unrecht, denn in den verbleibenden neun Saisonspielen mit Lenstra erzielte dieser neun Treffer, spielte zeitweilig wie in seinen besten Jahren, war beim 4:1-Sieg gegen PSV „rundheraus brillant“ und führte seine Mannschaft noch bis auf Tabellenplatz neun.

### 1960–1963: Mit 40 Jahren noch einer derBoys
Zwischen seinem 34. und 39. Lebensjahr erzielte Lenstra beim SC Enschede in 135 Spielen 89 Tore. Doch das Alter forderte mittlerweile seinen Tribut; für einen fast 40-Jährigen war kein Platz mehr im Eredivisie-Team des Sportclubs. Verschiedene Vereine, darunter wieder Blauw Wit, machten ihm Angebote, doch erneut scheiterten Verhandlungen an der geforderten Ablösesumme. Letztlich war es der Stadtrivale Enschedese Boys, der Lenstra für 45.000 Gulden übernahm. Die Mannschaft des Arbeitervereins war gerade aus der Tweede klasse in die Eerste klasse aufgestiegen. Lenstra kannte viele Spieler der Grün-Weißen, da er oft das Training der Boys beobachtet hatte; für seine Familie war der Wechsel ideal, da das Leben ohne Umzug oder andere Umstellungen weitergehen konnte. Pikanterweise stand als erstes Spiel für den neuen Verein eine Pokalbegegnung gegen den Sportclub an, in dessen Heimstadion Het Diekman. Während die Boys stolz den friesischen Altstar vorstellten, konnte der Sportclub in diesem Match seinen Nachfolger präsentieren – niemand geringeren als den Weltmeister von 1954, Helmut Rahn. Doch der fast zehn Jahre ältere Lenstra und seine Mannschaft waren an diesem Tag die Besseren: die Boys gewannen überraschend gegen den klassenhöheren Rivalen mit 2:0, Lenstra erzielte den Führungstreffer. So verschaffte er sich gleich die Sympathien der Fans und legte den Grundstein für zwei sportlich erfolgreiche Spielzeiten, in denen einige Journalisten sogar sein erneutes Comeback in die Nationalmannschaft forderten und nach denen sich die Boys als Tabellenfünfter für die neue Eerste divisie qualifizierten. Dabei bootete Lenstra im April 1962 Trainer Bas Paauwe aus und übernahm als Spielertrainer die Verantwortung – allerdings ohne den eigentlich erforderlichen Trainerschein.
Für die folgende Saison in der zweithöchsten Klasse verpflichteten die Boys den jungen Gymnastiklehrer Folkert Visser, der den erforderlichen Schein hatte. Visser wurde allerdings vornehmlich als Konditionstrainer tätig, alle anderen Aufgaben lagen in Abe Lenstras Hand. Zur Hälfte der Saison 1962/63 bestand eine gute Chance auf den Aufstieg in die Eredivisie; doch mittlerweile war deutlich geworden, dass der Verein finanziell nicht gut aufgestellt war; als einzige Chance, künftig weiter im bezahlten Fußball mitzuspielen, sah man eine Fusion mit dem ebenfalls in Geldschwierigkeiten geratenen Sportclub. So wurde Lenstra mitgeteilt, dass er mit dem Team besser nicht aufsteige. Dieser verlor die Lust am Spiel und somit auch die Mannschaft ihre Stärke. Im Nachhinein stellte sich heraus, dass Lenstras siebter Saisontreffer gegen DHC Delft vom 4. November 1962 das letzte Ligator seiner Laufbahn sein sollte. Der Vorstand ordnete sieben Spieltage vor Saisonschluss an, dass Lenstra nur noch Trainer sein und nicht mehr auflaufen sollte. Die Enschedese Boys beendeten die Spielzeit als Dritter – hinter den Aufstiegsplätzen, doch ohne Lenstra. Er stand am nächsten Spieltag in einem Match der Alt-Internationalen auf dem Platz, bei seinem Verein ließ er sich nicht mehr sehen. Der setzte den Spieler Lenstra auf die Transferliste, doch ohne Folgen.
So beendete Abe Lenstra 1963, mit 42 Jahren, seine aktive Laufbahn. Er erzielte in 26 Spielzeiten für Heerenveen, den Sportclub Enschede und die Enschedese Boys 651 Tore in 677 Liga- und Pokalspielen. Seine 33 Treffer in Länderspielen dazugerechnet, kommt Abe Lenstra auf insgesamt 684 Tore in 724 offiziellen Spielen – ein Mittelwert von 0,94 Toren je Spiel. Zum Vergleich: Pelé traf 765-mal in 827 offiziellen Spielen (0,93) und Johan Cruijff kam auf 400 Tore in 709 Pflichtspielen (0,56).

### Stationen
- VV Heerenveen (1936–1955, zuletzt Eerste klasse B)
- SC Enschede (1955–1960, zuletzt Eredivisie)
- Enschedese Boys (1960–1963, zuletzt Eerste divisie)

## Nationalmannschaft

### 1937–1940: Der lange Weg in dieElftal
Nachdem Lenstra als Torschützenkönig mit Heerenveen aufgestiegen war, wurde er für die Jugendauswahl Frieslands selektiert. Mit ihm als Rechtsaußen gewann der Nachwuchs in Dokkum gegen eine Herrenmannschaft aus Leeuwarden mit 6:3. Noch mit 16 Jahren durfte Lenstra im November 1937 das erste Mal mit einer Auswahl der Nordniederlande auflaufen, in Hannover ging es gegen eine norddeutsche Auswahlmannschaft. Lenstra war von der Kulisse der Hindenburg-Kampfbahn, mit zwei Tribünen ausgelegt für mehr als 20.000 Zuschauer, nach eigener Aussage so beeindruckt, dass das Spiel „völlig an ihm vorbeiging“; sein Team verlor 0:3. Die Presse aber sah hier schon „einen Spieler, der auf Dauer für den Norden von Bedeutung werden kann.“ Das „Revanchespiel“ in Haren ein Jahr später gewannen die Nordniederländer 4:2; Lenstra erzielte alle vier Tore.
Im Februar 1938 war Abe Lenstra in den Kader der niederländischen U-21-Auswahl berufen worden, neben späteren A-Nationalspielern wie Bertus de Harder, Frans van der Veen und Han Engelsman, die allesamt älter waren. Zwar war er in Rotterdam gegen die belgische Auswahl nur Ersatzspieler, doch dem Stolz auf die Berufung tat das keinen Abbruch – war er doch der erste Friese überhaupt, der sich das Oranje-Hemd überstreifen durfte. Nach dem 7:3-Sieg der Jugendspieler schauten diese sich noch das anschließende A-Länderspiel gegen Belgien an, in dem ein mit vier Treffern überragender Kick Smit seine Mannschaft zum 7:2-Sieg führte. Smit besetzte die halblinke Position, auf der Lenstra im Verein spielte; van der Veen wurde nach diesem Spieltag zu seinem Ersatzmann – für Lenstra war zunächst kein Platz in der A-Elf. Es dauerte noch mehr als zwei Jahre, ehe er selbst das erste Mal offiziell für die Niederlande auflaufen sollte.
Inzwischen spielte er für regionale Auswahlen und die B-Nationalmannschaft; der denkwürdigste Einsatz in der „zweiten Wahl“ des KNVB war am 7. Mai 1939 bei einem Spiel gegen Belgien, in dem er mit drei Treffern in den letzten zehn Minuten aus einem 1:4-Rückstand noch ein Unentschieden machte. Van der Veen hatte mittlerweile sieben Länderspiele gemacht, in denen er nur ein Tor erzielte. Am Tag, als Lenstra in Tienen brillierte, verlor die Elftal in der Schweiz mit 1:2. Die Auswahlkommission berief für ein kommendes Freundschaftsspiel gegen Jugoslawien – das kein offizielles Länderspiel, sondern als Trainingsspiel deklariert war – Lenstra für van der Veen in den Kader. Die Jugoslawen hatten in den Wochen zuvor die als „unschlagbar“ geltenden Engländer besiegt und gegen Weltmeister Italien nur knapp verloren. Das Spiel in Amsterdam hätte für Abe nicht besser losgehen können: Nur drei Minuten nach Anpfiff köpfte er eine Flanke de Harders an Tormann Ljubomir Lovrić vorbei zum 1:0 ein. Das Spiel endete 4:1, und die Presse war voll des Lobes für den Friesen. Im Dezember 1939 fand ein Jubiläumsspiel anlässlich des fünfzigjährigen Bestehens des KNVB statt, gegen die Nachbarn aus Belgien; Lenstra durfte als rechter Halbstürmer spielen, erzielte jedoch nur einen Treffer, der wegen Abseits nicht gegeben wurde. Außerdem war auch dieser zweite Einsatz in Oranje kein offizielles Länderspiel.

### 1940–1953: Vom Debüt zum ersten Rücktritt

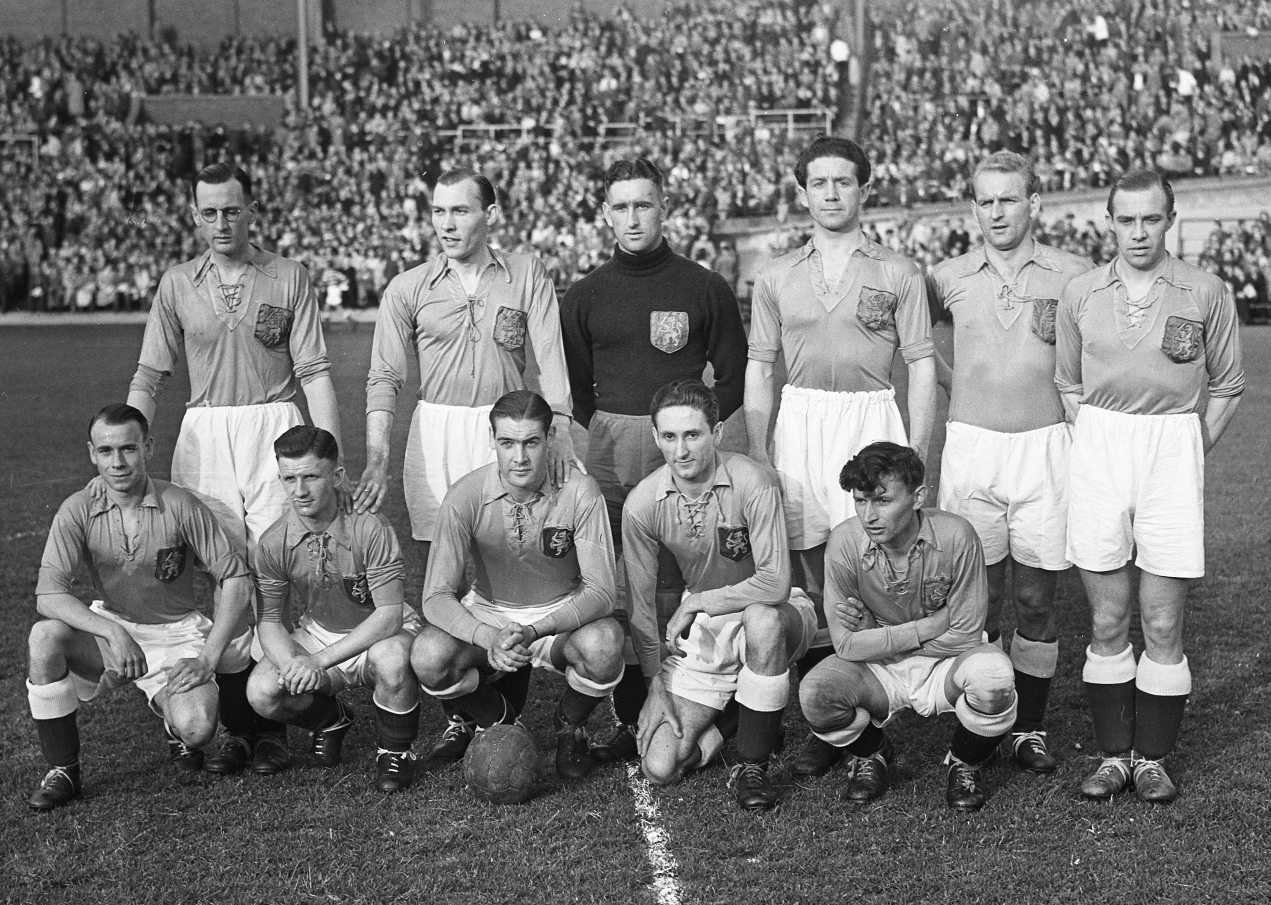
Abe Lenstra (untere Reihe, 1. v. r.) vor dem Spiel gegen die Schweiz; 1948

Am 31. März 1940, mit 19 Jahren, gab er endlich, wiederum in De Kuip, seinen Einstand in der A-Nationalmannschaft. Das Spiel davor gegen Belgien, das wegen des kalten Winters vom 3. auf den 17. März verlegt worden war, hatten die Niederländer in Antwerpen mit 1:7 verloren; Kick Smit hatte kurz vor Schluss lediglich noch den Ehrentreffer erzielen können. Gegen Luxemburg setzten die Auswahlkommission und Bondscoach Bob Glendenning auf fünf Debütanten; neben Lenstra waren das Kees Slot, Herman Choufoer, Jan Poulus und Heinz Vroomen. Das Spiel wurde am folgenden Tag in De Telegraaf als De Schande van Rotterdam („Die Schande von Rotterdam“) bezeichnet; Luxemburg hatte 5:4 gewonnen. Für vier der Debütanten war ihr erstes gleichzeitig ihr letztes Spiel in Oranje. Lenstra aber war einer der besseren Spieler, füllte die Position Smits auf Halblinks als Vorbereiter bestens aus und kam gleich in der zehnten Minute auch selbst zum Abschluss: auf Vorlage von Guus Dräger erzielte er mit dem 1:0 den ersten Treffer seiner Nationalmannschaftskarriere, die mit Unterbrechungen fast zwanzig Jahre dauern sollte. Mit seinem Debüt wurde er der erste Friese, der in der Elftal spielte, was seine Landsleute in der nordniederländischen Provinz stolz machte. Über sein Debüt sagte Lenstra später:

„Welch ein Tag! Endlich hatte Friesland einen Nationalspieler. Ich selbst begriff überhaupt nicht, welche Ehre mir da zugefallen war. Als Junge von 19 Jahren kapiert man das noch gar nicht.“

Doch noch gab es in Holland Vorurteile gegenüber dem jungen Friesen, nicht nur bei der Oranje legioen, den Fans der Nationalmannschaft, sondern auch bei den etablierten Spielern. Abe wurde wegen seiner Herkunft als Friese boertje, als „friesisches Bäuerlein“ verhöhnt. In seinem zweiten Spiel, gegen Belgien im April, so erinnerte er sich später, „hat 90 Minuten lang einer meiner Mitspieler nicht aufgehört, mich anzumeckern und rumzumaulen. Wenn ich den Ball bekam, rief er, ich solle ihn abgeben, ich könne doch nichts damit anfangen.“ Den Namen nannte Lenstra nicht; es war Leen Vente, der seit 1933 Stammspieler auf der Mittelstürmerposition und zweimaliger WM-Teilnehmer gewesen war und in diesem, seinem 21., Spiel sein 19. Tor erzielte. Vente hatte offensichtlich Angst, dass Abes Supertalent ihm seinen Platz in der Nationalmannschaft nehmen könnte. Auf einem Foto, das nach dem 4:2-Sieg gemacht wurde, sieht man neun Spieler, acht von ihnen lachend; lediglich Lenstra geht mit gebeugtem Kopf vom Feld. Nach dem Spiel schwänzte er das Bankett, fuhr direkt zurück nach Heerenveen. Von seinen Kameraden verabschiedete er sich in der Kabine mit den Worten: „Mit dem Kerl (ndl. vent, gemeint war natürlich Vente) spiele ich nie wieder Fußball! Mich seht ihr hier nie wieder. Adieu!“ Zumindest mit dem ersten Teil der Aussage sollte er recht behalten. Für das nächste Länderspiel – in Luxemburg wollten die Niederländer am 12. Mai 1940 Revanche nehmen für die „Schande von Rotterdam“ – wurde Abe berufen; Lente hingegen hatte sich im Rahmen der Mobilisierung beim Militär melden müssen und war zu dieser Zeit in einer Kaserne. Doch die Mannschaft konnte nie zum Spiel nach Luxemburg reisen, da am 10. Mai 1940 deutsche Truppen einmarschierten und die Niederlande besetzten; der Zweite Weltkrieg verhinderte nun weitere Länderspiele. Nach dem Krieg war Vente zu alt für die Nationalelf; Lenstra hingegen hatte sich durch seine Erfolge mit VV Heerenveen einen Namen gemacht und gehörte 1946, am 10. März beim 6:2-Sieg in Luxemburg, gleich im ersten Nachkriegsspiel wieder zum Team. 1948 nahm er an den Olympischen Spielen teil, erzielte in den beiden Spielen der Niederländer jedoch kein Tor.
Der eigenwillige Friese war im Sturm auf allen Positionen einsetzbar. Bei seinen Auftritten im Nationaldress spielte er fünfmal auf Rechtsaußen, siebenmal auf Halbrechts, dreimal als Mittelstürmer, siebenmal auf Linksaußen – und in 25 Länderspielen wurde er auf seiner Lieblingsposition als linker Halbstürmer eingesetzt. Eine Zeitlang hatte er damit Probleme, es gab Streit zwischen ihm und der Auswahlkommission der Nationalmannschaft, wenn sie ihn nicht auf Halblinks spielen lassen wollte. Nachdem im Dezember 1952, auch aus diesem Grund, die Besetzung der Auswahlkommission gewechselt hatte – ihr gehörte nun auch Ex-Nationalspieler Harry Dénis an – war Abe allerdings sogar erstmals als Mannschaftskapitän dabei, als die KNVB-Auswahl am 7. März 1953 ein Länderspiel gegen Dänemark austrug, dessen Erlös den Opfern der Hollandsturmflut zugutekommen sollte. Lenstra erzielte das Tor der Oranje bei der 1:2-Niederlage in Rotterdam. Dieses Spiel war das offizielle niederländische Benefizspiel, stand allerdings später im „medialen Schatten“ eines inoffiziellen Spiels zugunsten der Flutopfer, des so genannten Watersnoodwedstrijd, fünf Tage später in Paris, in dem eine Auswahl von – vornehmlich in Frankreichs Profiligen spielenden – niederländischen Auslandsprofis gegen die Équipe tricolore 2:1 gewann. Unter den Kollegen der schreibenden Zunft auf der Pressetribüne im Prinzenpark befand sich auch Abe Lenstra; auf Einladung eines Freundes von der Zeitschrift Sport en Sportwereld sollte er einen Artikel über das Spiel schreiben. Lenstra hatte vor dem Spiel vorausgesagt, die Franzosen würden „ungefähr vier zu null“ gewinnen. Sein Spielbericht schwärmte dann von den niederländischen Profis, die sich nicht nur seiner Meinung nach seit ihrem Weggang aus den Niederlanden technisch, taktisch und konditionell enorm verbessert hätten. Als man ihn später fragte, ob er gerne mitgespielt hätte, sagte er:

„Und ob ich gewollt hätte! Endlich Spieler, von denen man gute Pässe hätte kriegen können!“

In den folgenden Länderspielen mit seinen Sportkameraden aus den niederländischen Amateurligen wirkte Lenstra lustlos; sein Freund Kick Geudeker von Sport en Sportwereld schrieb, der Mannschaftskapitän sei im Länderspiel gegen Belgien am 19. April 1953 „nicht nur uninteressiert, abwesend und unbeteiligt, sondern auch technisch schlecht“ gewesen. Wenig später gab Lenstra bekannt, er sei voetbalmoe, fußballmüde. Die Spiele im Verein reichten ihm; er ging nun lieber Tennis spielen oder widmete sich anderen Hobbys.

### 1954–1959: Comeback als Halbprofi unter Profis

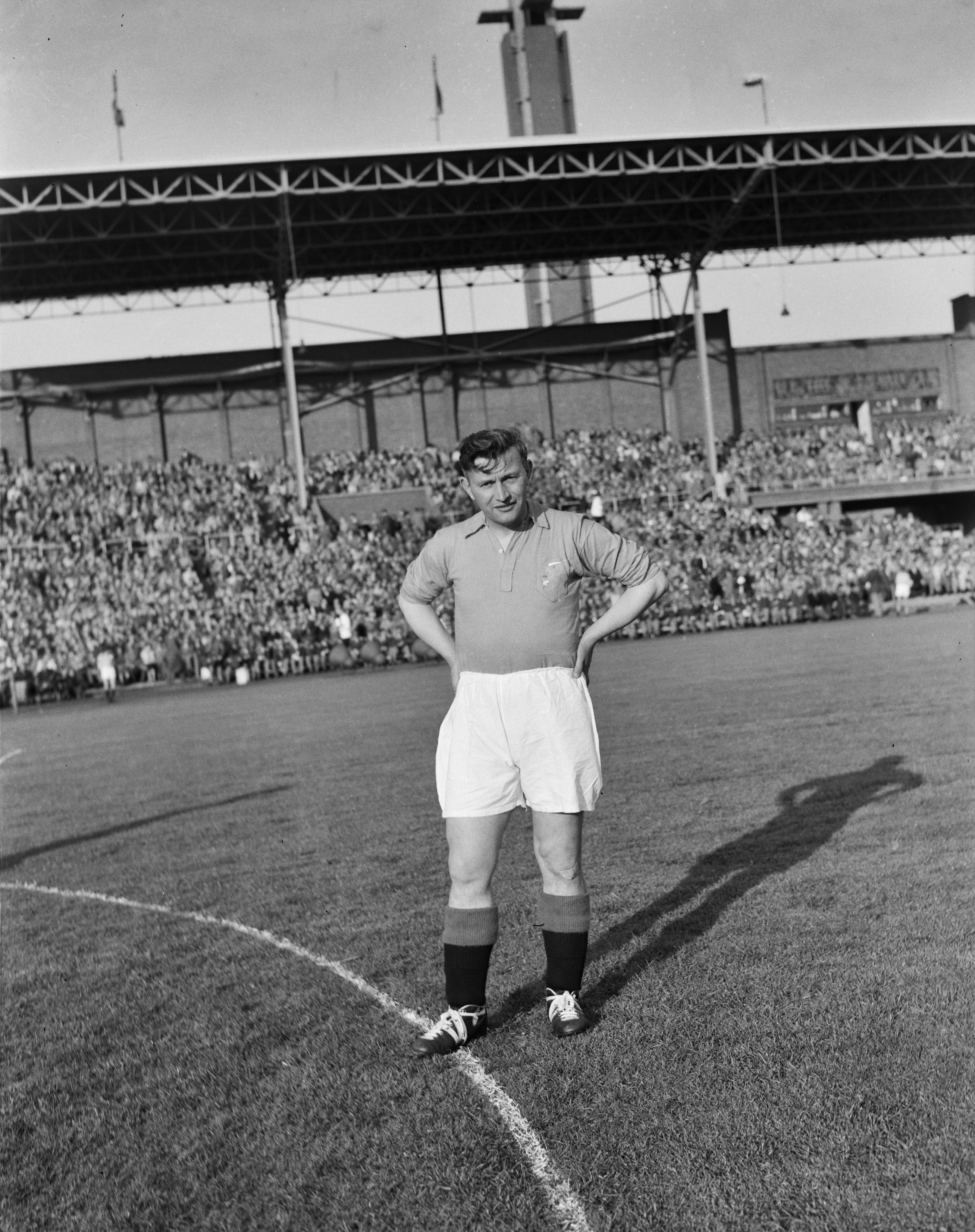
Abe Lenstra (1956)

Erst nachdem Ende 1954 der KNVB mit dem NBVB, dem neugegründeten Verband von Profivereinen, fusionierte und Stück für Stück der Profifußball Einzug gehalten hatte, kehrte Lenstra in den Kreis der Oranje Elftal zurück. Am 13. März 1955 gab es das erste Länderspiel, in dem Profis eingesetzt wurden. Lenstra verdankte seine Nominierung seinem guten Auftritt bei einem Trainingsspiel des erweiterten Kaders gegen Austria Wien. Spieler wie Frans de Munck, Cor van der Hart und Faas Wilkes kehrten – nach Jahren als Parias – in das Team zurück; zwischen den Profis war es aber Abe Lenstra, der das einzige Tor beim 1:1 gegen Dänemark, das noch mit reinen Amateuren antrat, erzielte. Die vor dem Spiel umjubelten Profis wurden ausgepfiffen. Lenstra aber erhielt eine Einladung zum nächsten Spiel, die er jedoch aufgrund einer Oberschenkelverletzung ausschlagen musste. Doch nachdem seine Verletzung ausgeheilt war, überging ihn die Auswahlkommission bei den folgenden Spielen. Es schien, als sei der Abschied des nunmehr 34-Jährigen aus der Nationalmannschaft endgültig besiegelt. Erst im Dezember 1955 lud man ihn wieder ein, zu einem Benefizspiel für die Flüchtlingshilfe; Gegner in Rotterdam war mit Rot-Weiss Essen der Verein, der ihn zweieinhalb Jahre zuvor nach Deutschland holen wollte. Während die Presse annahm, der Verband habe ihn lediglich als Attraktion für größeren Zuschauerzuspruch eingeladen, sah Lenstra selbst eine neue Chance. Er nutzte sie, erzielte ein umjubeltes Tor beim 4:1-Sieg und sorgte dafür, dass das Spiel später als die „Wiederauferstehung des Nationalspielers [Lenstra]“ betrachtet wurde. Er kam zu seinem vierten Comeback 1956. Es war nicht zuletzt ein Verdienst des österreichischen Bondscoachs Max Merkel, dass Lenstra die Chance bekam. Der Österreicher hielt ihn für „einen der größten [Fußballspieler]. Ein Mann mit unglaublichem Ballgefühl, ein Rassefußballer.“ Doch Merkel hatte anfangs Probleme, dass die Auswahlkommission Lenstra wieder in den Kreis der Nationalspieler berufen wollte. In seiner Autobiographie schrieb er über den Friesen:

„Nur mit einem Spieler hatte ich einige Schwierigkeiten, mit Abe Lenstra. Er machte mir etwas zu sehr auf Star, und ich hatte Angst, er könnte mir den guten Geist in meiner Truppe kaputtmachen.“

Nach einem klärenden Vier-Augen-Gespräch im ersten Trainingslager in der niederländischen Länderspielgeschichte, in Venlo, aber verstanden sich die beiden so gut, dass Lenstra später die Frage nach seinem besten Trainer mit „Max Merkel“ beantwortete, obwohl er unter ihm nur drei Partien absolvierte. Deren erste war am 14. März 1956 in Düsseldorf vor 40.000 Zuschauern – 10.000 davon niederländische Fans – gegen den amtierenden Weltmeister Deutschland. Im Programmheft wurde Abe mit Superlativen bedacht: Hollands Fußballidol, Meister der Technik, der Tricks, der Regie, spiritus rector, Scharfschütze und glänzender Spielmacher. In diesem, seinem wohl besterinnerten Länderspiel, wurde Lenstra dem zwar nicht wirklich gerecht, glänzte nur als zweifacher Torschütze gegen Fritz Herkenrath, doch leitete er das Team zu einem verdienten 2:1-Arbeitssieg. Das Gegentor war dabei ein Eigentor von Cor van der Hart.
Gemeinsam mit Faas Wilkes und Spielmacher Kees Rijvers bildete Lenstra als linker Halbstürmer in den 1950er Jahren das „Goldenes Innentrio“ (Gouden binnentrio) genannte Herzstück im Angriff der niederländischen Mannschaft. Die drei hatten erstmals im ersten Nachkriegsländerspiel am 10. März 1946 in Luxemburg gemeinsam gespielt – bei dem 6:2-Sieg der Niederländer erzielte Lenstra allerdings keinen Treffer; Wilkes hingegen traf gleich viermal. Aufgrund dessen, dass Wilkes und Rijvers als Auslandsprofis aus der Nationalmannschaft verbannt wurden, waren es – trotz des edlen Beinamens – nur zehn Spiele, die alle drei gemeinsam machten. Von diesen ging allerdings nur eins verloren, und das auch erst nach Verlängerung. Experten für den niederländischen Fußball der 1950er behaupten auch gern, dass alle drei in einer Mannschaft „zu viel des Guten“ gewesen seien. Im letzten Spiel, in dem die drei zusammen antraten, machte Lenstra eine der „traurigsten Erfahrungen seiner Laufbahn“. Es war am 25. September 1957. In der Qualifikation zur WM in Schweden brauchten die Niederländer einen Sieg gegen Österreich. Im Amsterdamer Olympiastadion hatte aber Hanappi die Österreicher nach einer halben Stunde in Führung gebracht; dem Rückstand liefen die Mannen von Bondscoach Elek Schwartz hinterher, bis in der 61. Minute Lenstra den Ausgleichstreffer erzielte. In seinen autobiografischen Aufzeichnungen Voetbal-leven („Fußball-Leben“) schildert Lenstra was folgte:

„Hundert Sekunden vor dem Schlusspfiff verpasste ich die Chance meines Lebens. Nach einem Sololauf aus dem Mittelfeld heraus kam ich ganz nah vors österreichische Tor. Ein Treffer war dicke möglich. Aber ich schoss genau in die Hände von Keeper Schmidt! Ich hätte heulen können.“

Das Spiel endete unentschieden, Österreich fuhr zur WM.
Lenstras letztes Spiel in Oranje war am 19. April 1959, wiederum in Amsterdam, ein 2:2-Unentschieden gegen Belgien, bei dem der 38-Jährige in der 73. Minute den Anschlusstreffer zum 1:2 erzielte. Insgesamt kam er auf 47 Spiele in der Nationalelf; in drei dieser Begegnungen trug er die Kapitänsbinde. Nur etwas mehr als ein Jahr später, am 28. Mai 1960, debütierte er erneut in Oranje – in der Mannschaft der Alt-Internationalen.

## Wirken als Trainer

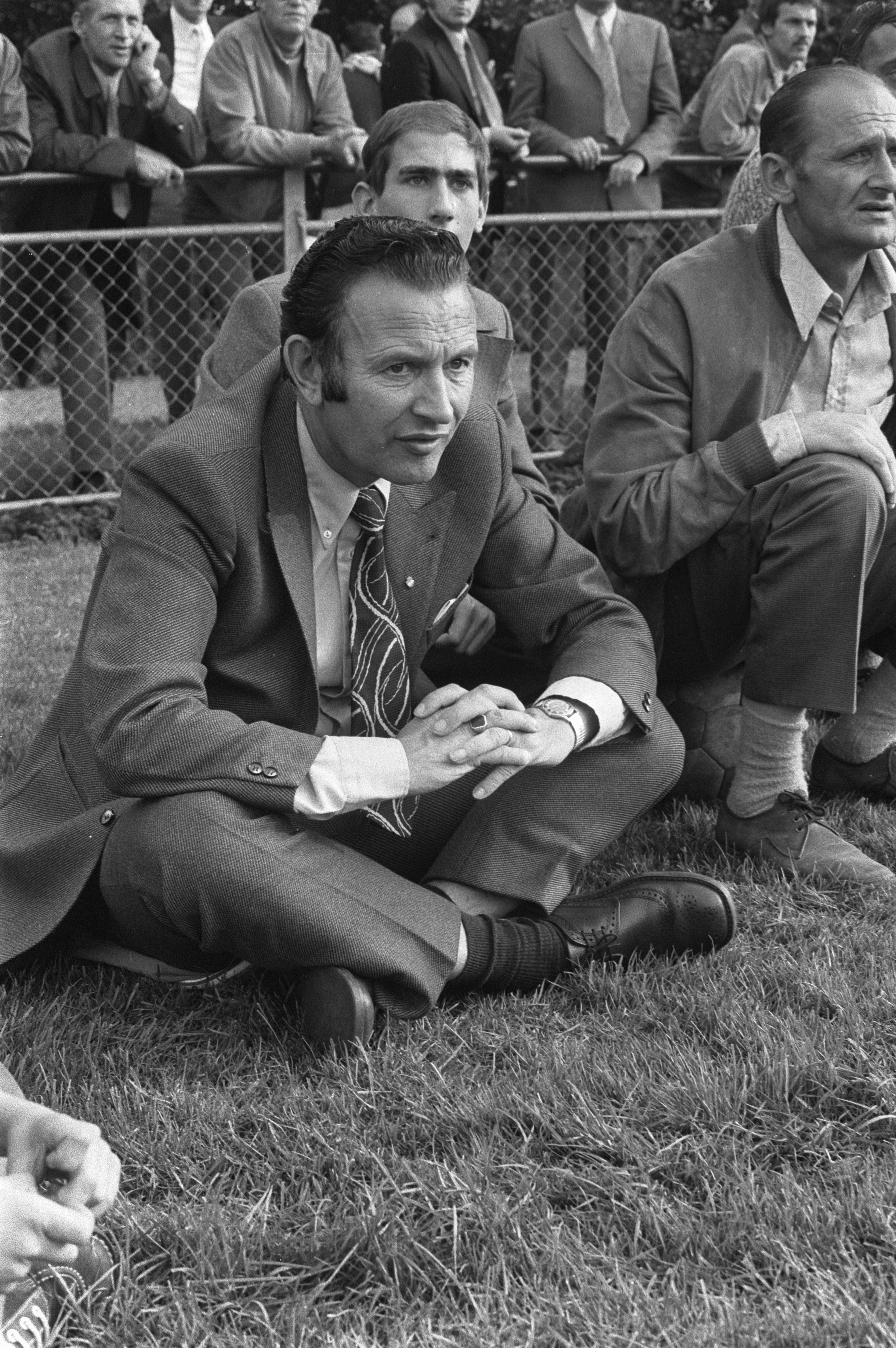
Abe Lenstra (1971)

Nach dem Krieg hatte Lenstra zeitweilig bereits das Training der VV Heerenveen als Spielertrainer geleitet, damals „ein Glücksgriff, denn die Mannschaft blühte auf“ und der Klub holte mit ihm den vierten Noord-Titel in Folge. Während der aktiven Zeit betreute er auch erfolgreich die Jugendauswahl der Enschedese Boys, die er 1962 zur Landesmeisterschaft führte, und war de facto, wenn auch nicht nominell seit April 1962 als Spielertrainer beim Zweitligateam tätig. „Abe war eigentlich nie danach, Trainer zu werden,“ sagte Hiltje Lenstra nach seinem Tode, „aber er hat es halt trotzdem versucht.“ So wurde er Trainer bei unterklassigen Vereinen: bei SOS in Hellendoorn, in Wijhe, bei DOS Kampen, DOS’19 in Denekamp, dem WSV in Apeldoorn und beim FC Assen. Dabei legte er einige für einen Trainer auch schon damals eher ungewöhnliche Verhaltensweisen an den Tag. Er ließ die Spieler Waldläufe machen und Bockspringen, während er bei Kälte in seinem Auto sitzen blieb; er zog sich zum Training nicht um und kam auch oft nicht zu den Spielen. In Assen dauerte sein letztes Trainerengagement 1972 nur ein halbes Jahr. Ein Streit mit Spielern über deren Haarlänge endete damit, dass diese ihn in seiner Kleidung unter die Dusche stießen.
Seine Erfolge als Coach blieben überschaubar. Als er den FC Assen trainierte, war er in Hoogeveen nebenher als Geschäftsführer im Juwelierladen von Klaas Oosterhof, dem ehemaligen Linksaußen des SC Heerenveen, angestellt. „Als Trainer,“ sagte Oosterhof später, „war Abe eine Katastrophe.“

## Lenstra im Blick der Mitmenschen

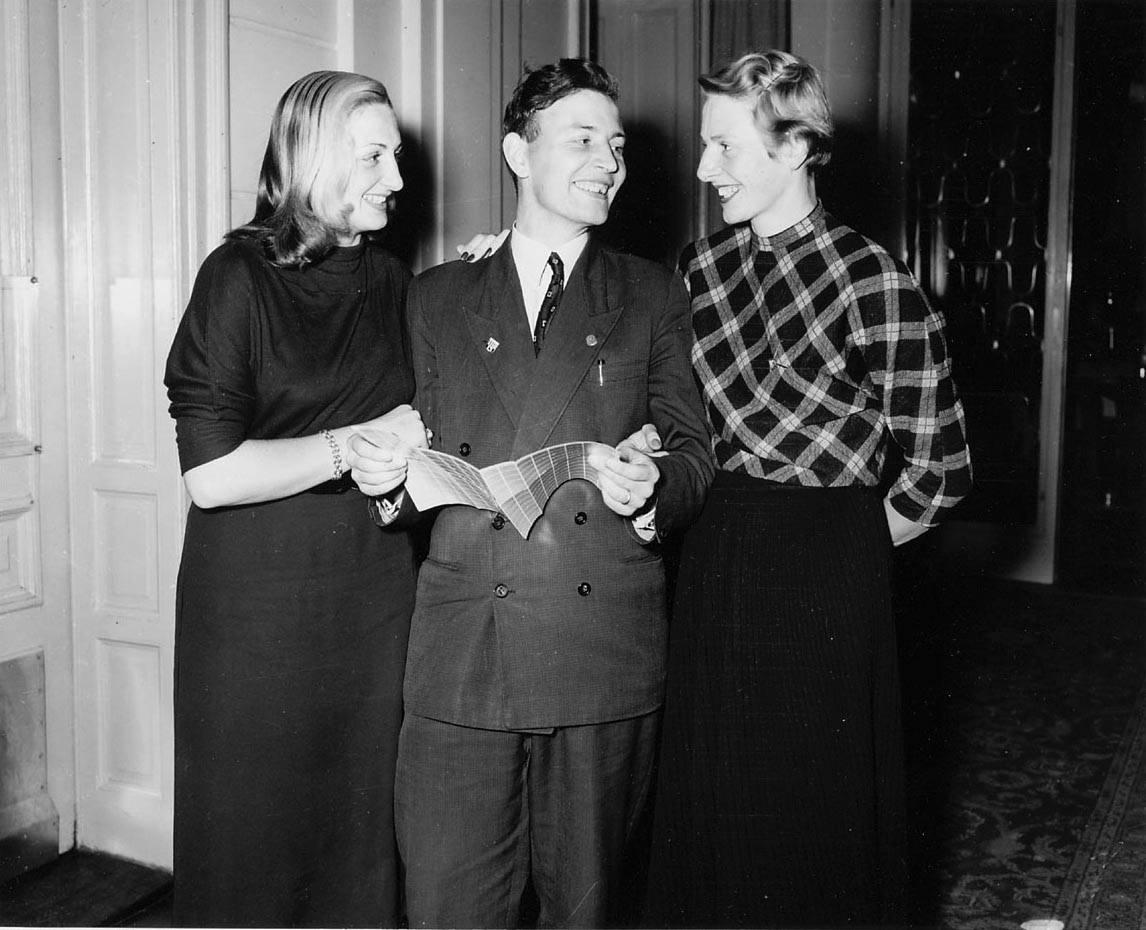
Die niederländische Schwimmerin Hannie Termeulen (links), Abe Lenstra (Mitte) und die niederländische Leichtathletin Fanny Blankers-Koen (rechts) werben für eine niederländische Kinderstiftung (1952)

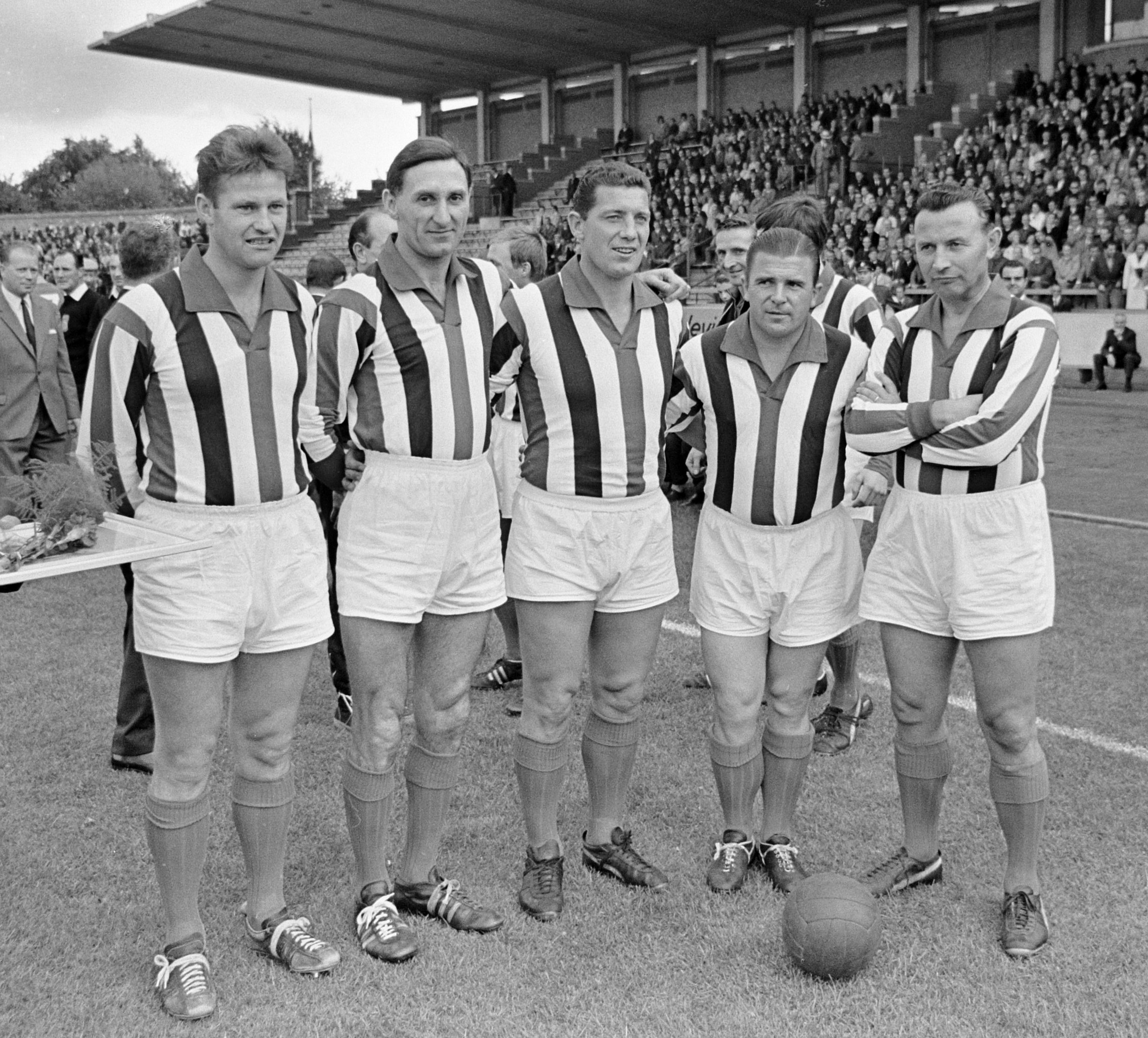
Abe Lenstra (rechts) mit Kees Kuijs, Faas Wilkes, Cor van der Hart und Ferenc Puskás bei einem Jubiläumsspiel von Willem II Tilburg (1966)

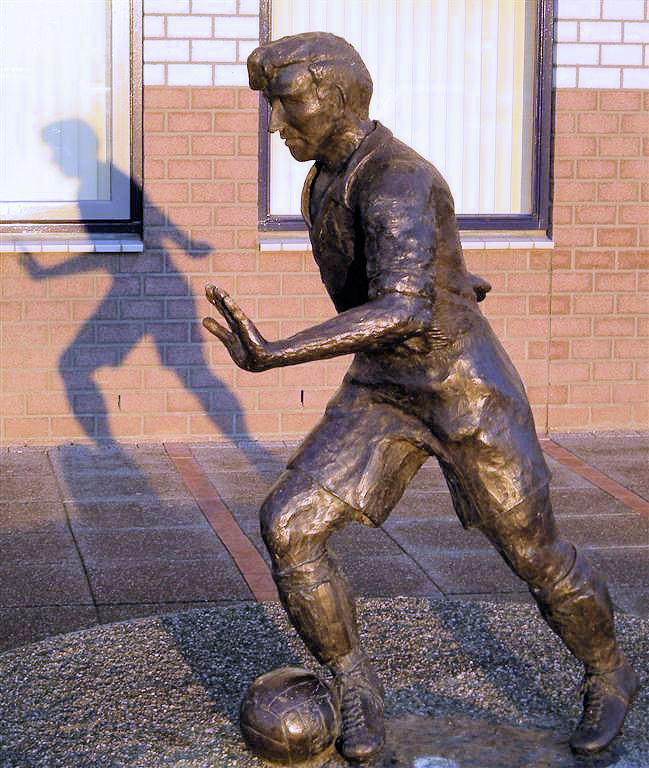
Ús Abe: Standbild Abe Lenstras am Abe-Lenstra-Stadion

Sowohl in Friesland wie auch in den gesamten Niederlanden genoss Lenstra unter den Fußballfans enorme Popularität. Heerenveen wurde in den 1950er Jahren seinetwegen gern auch als Abeveen bezeichnet. Die VV Heerenveen hatte in den Meisterschaftsjahren, also 1947/1948, einen Zuschauerschnitt von rund 18.000 pro Spiel – in einem Ort, der gerade einmal etwa achttausend Einwohner zählte. „Aus allen Teilen Frieslands, Groningens und Drentes strömten [die Menschen] in das ‚Friese Haagje‘, um die Meistermannschaft aus Heerenveen spielen zu sehen,“ heißt es in Thom Mercuurs Buch Rondom Abe. Lenstra war Heerenveen, und Heerenveen war Lenstra. Er selbst wurde auf Westfriesisch auch ús Abe („uns' Abe“) genannt. Mit Faas Wilkes und Kick Smit diente Abe Lenstra als Vorlage für den auch kommerziell erfolgreichen, Fußball spielenden Comicstrip-Helden Kick Wilstra; die Abenteuer des Fußballhelden erschienen zunächst in Zeitschriften und in der zweiten Hälfte der 1950er Jahre auch als Bücher.
Bis heute wird Abe Lenstra als einer der größten niederländischen Fußballspieler betrachtet. 1951 wurde er zum ersten Sportler des Jahres der Niederlande gewählt; 1952 wurde ihm dieser Titel ein zweites Mal zuerkannt. Lenstras Popularität machte sich auch die Werbewirtschaft zunutze: so machte er Reklame unter anderem für C&A und Coca-Cola, und sogar seine Frau wurde für die Werbung entdeckt – sie machte sich für Maggi Goldbouillon stark.
Noch Jahre nach seinem Abschied aus der Nationalmannschaft skandierten die niederländischen Fans bei einem schlechten Spiel des Teams seinen Vornamen. Riemer van der Velde, ehemaliger Präsident des SC Heerenveen, sieht Lenstra gar als den allergrößten, sogar vor König Johan:

„Wenn nicht Johan Cruijff, sondern Abe Lenstra in Amsterdam geboren wäre, dann wäre nicht Cruijff, sondern Abe zum Fußballer des Jahrhunderts gewählt worden.“

Lenstras Nationalmannschaftskamerad Jan van Roessel teilte diese Einschätzung:

„Lenstra oder Cruijff? Dann sage ich Lenstra. Eine eigensinnige Figur, aber ein Zauberer am Ball.“

Als Mensch kam Abe Lenstra bei seinen Sportkameraden weniger gut an. Er war eigenwillig und launisch; in Gesprächen mit ehemaligen Mitspielern Lenstras fand Tom van Hulsen, Chefredakteur von Voetbal international, heraus, dass alle den Heerenveener als Fußballer ehrten und respektierten, aber niemand ihn sympathisch fand. Die Nationalspieler waren froh gewesen, wenn Abe mal wieder mit dem KNVB im Streit lag, denn dann war die Atmosphäre bei Oranje gleich besser. Jan Steenhuizen, ehemaliger Vorsitzender des SC Heerenveen und von Beruf Arzt, charakterisierte ihn mit den Worten:

„Abe war als Mensch ein Ekel, ein übler Mann. Kein Wunder, dass er früher als Fußballer so viele Probleme hatte.“

Und Ajax-Spieler Cor van der Hoeven, 1950 gemeinsam mit Lenstra in drei Länderspielen aktiv, bestätigt:

„Abe genoss unter den anderen Spielern der Nationalmannschaft kein großes Ansehen. [...] Wenn man als Läufer hinter ihm spielte, rannte man ständig vergebens. Unsere Kritik interessierte ihn nicht. Abe sagte: ‚Ich mach’ das so, wie ich es will,‘ und damit war die Sache durch.“

Ein Grund dafür war, dass Lenstra in Heerenveen immer alle Freiheiten genoss und die anderen Spieler für ihn arbeiten mussten. Dies funktionierte mit den erfolgsgewöhnten Stars der Nationalmannschaft nicht. Faas Wilkes kommentierte das kurz vor seinem Tod 2006:

„Abe hätte das nie so gesagt, und schon gar nicht gegenüber einem Journalisten: Er wollte immer der Größte sein. Er war auch großartig, aber das hatte er nicht nötig.“

62 Jahre nach Abe Lenstras letztem Länderspieleinsatz, während des Spiels der niederländischen Nationalmannschaft im Achtelfinale der Fußball-Europameisterschaft 2021 schrieb De Telegraaf beim Stand von 0:2 gegen Tschechien: 

„Sechs Minuten Nachspielzeit! Hoffen wir also auf Abe Lenstra.“

## Die letzten Jahre
Neben seinen Trainerjobs hatte Lenstra sein Geld als Vertreter einer Brauerei verdient. Noch bevor seine Karriere als Übungsleiter Ende 1972 endete, hatte die Brauerei ihn in den Innendienst versetzt. Der neue Arbeitsplatz war in Zwolle, und die Lenstras zogen 1971 ins nördlich von Zwolle gelegene Staphorst um, ein kirchlich geprägtes, puritanisches Dorf – nicht die ideale Umgebung für das Arbeiterkind aus Heerenveen, das Abe Lenstra noch immer nicht verleugnen konnte, so dass sie vier Jahre später ins weniger ländliche geprägte Almelo verzogen. Abe Lenstra spielte auch als Mittfünfziger – mit mittlerweile schwarz gefärbtem Haar – noch Fußball, ob in Benefiz- oder Jubiläumsmannschaften oder bei den Alt-Internationalen, die von seinem Freund Rinus Schaap organisiert wurden. Im Oktober 1975 absolvierte er sein erstes Spiel für die Alten Herren, die zwölfte Mannschaft des Almeloer Vereins Prins Hendrik, und noch immer war der Medienandrang groß.

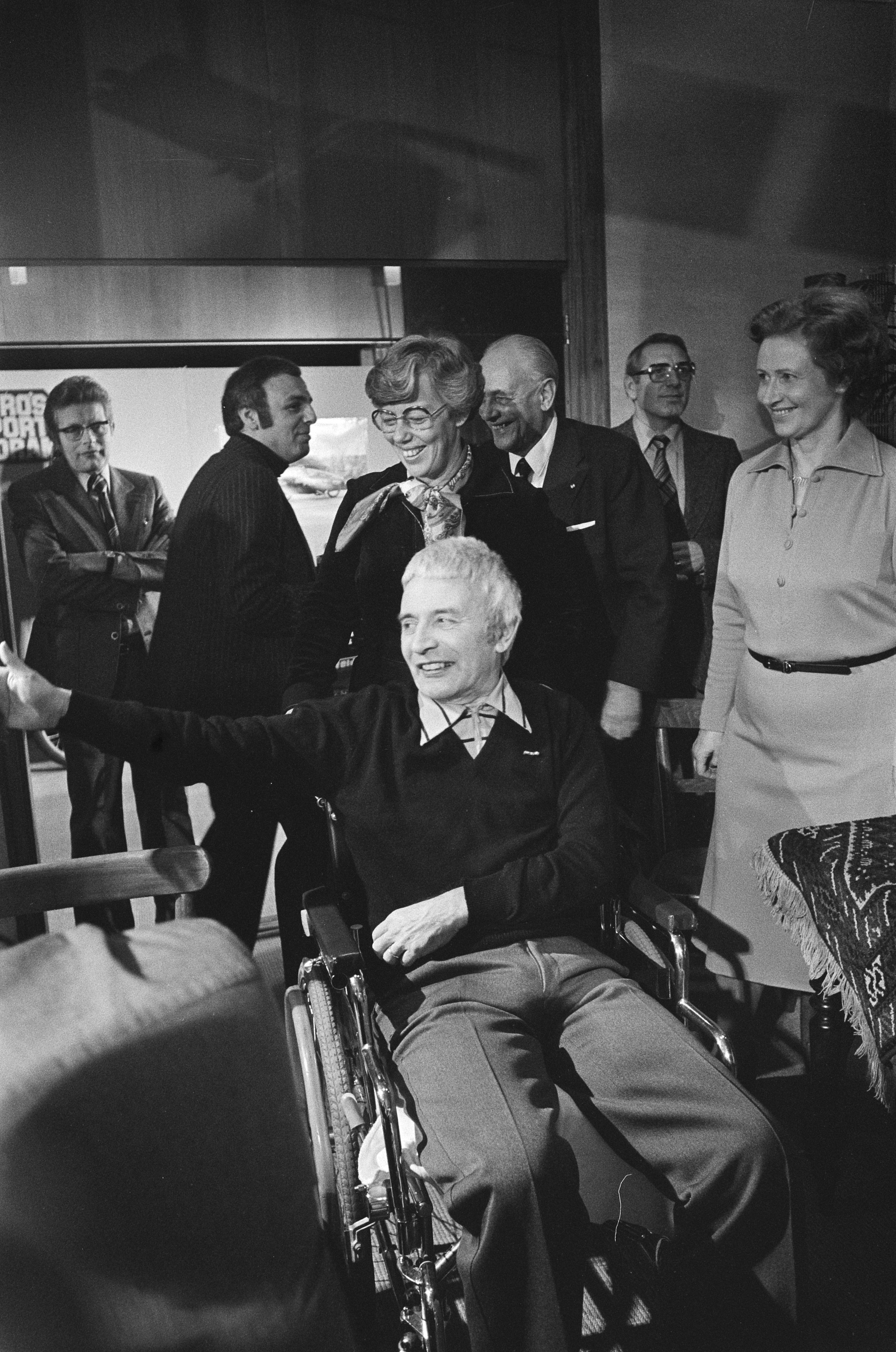
Abe Lenstra im Rollstuhl bei der Wahl zum niederländischen Sportler des Jahres (1978)

Am 21. März 1977 erlitt der Sportsmann, der zeitlebens kaum geraucht und nie getrunken hatte, während einer Heimfahrt mit dem Auto nach einem Training einen Schlaganfall. Er überlebte, doch die Hirnblutungen fesselten ihn für den Rest seines Lebens an den Rollstuhl. Hil und Abe Lenstra kehrten im folgenden Jahr auf Initiative des Komitees Abe weer thuis („Abe wieder nach Hause“) nach Heerenveen zurück. Ehrenvorsitzender dieses Komitees – das vor allem dafür sorgte, dass Lenstra eine behindertengerechte Wohnung erhielt – war Prinz Bernhard, selbst ein Bewunderer von Lenstras Fußballkünsten.
Acht Jahre später starb Abe Lenstra 64-jährig in seiner Geburtsstadt, zwei Tage vor dem Länderspiel der Elftal gegen Bulgarien im Sportpark Noord, dem Stadion des SC Heerenveen, zu dem der KNVB ihn als Ehrengast eingeladen hatte. Sein Leichnam wurde am 6. September 1985 im Krematorium in Goutum eingeäschert.
Sportjournalist Nico Scheepmaker schrieb in seinem Nachruf am 3. September 1985:

„Eine Legende ist gestorben, soweit eine Legende denn sterben kann. Er war eine lebende Legende, nun ist er eine tote Legende; aber die Legende bleibt, solange jedenfalls noch Menschen auf der Erde leben, die Abe mit eigenen Augen haben Fußball spielen sehen.“

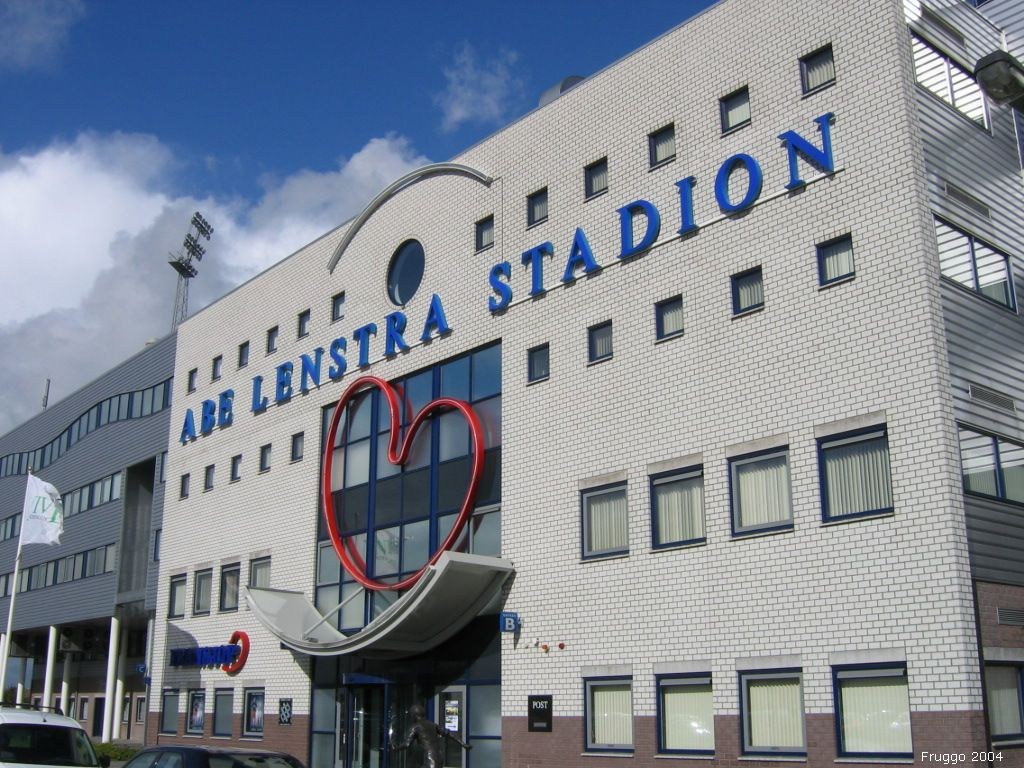
Das Abe-Lenstra-Stadion in Heerenveen

Die Verehrung Lenstras durch die Heerenveener wirkte nach. Ein halbes Jahr nach Lenstras Tod, am 15. März 1986, wurde der Heerenveener Sportpark Noord in Abe-Lenstra-Stadion umbenannt. Als der Verein 1994 ein neues Stadion baute, wurde es ebenfalls Abe-Lenstra-Stadion benannt. An seinem Haupteingang steht ein Standbild des Fußballspielers Lenstra. Eine Straße am Stadion heißt Abe Lenstra Boulevard; die offizielle Adresse des Vereins ist die Nummer 19 an diesem Boulevard. 1995 wurde Lenstras Leben gar zur Grundlage eines Musicals, in dem Szenen aus dem legendären 6:5-Sieg gegen Ajax nachgespielt wurden. Abe! wurde im nach ihm benannten Stadion im Rahmen des Frysk Festival uraufgeführt; der damalige Heerenveen-Profi Ronnie Pander übernahm die Rolle Lenstras.

## Erfolge und Ehrungen
- Meister der Eerste Klasse Noord: neunmal in Folge, von 1942 bis 1951 (VV Heerenveen)
- Niederländischer Vizemeister: 1947, 1948 (mit Heerenveen) und 1958 (mit SC Enschede)
- Niederländischer Sportler des Jahres: 1951, 1952
- Berufung in Johan Cruijffs Oranje-Elf des Jahrhunderts 2000 (als einziger verstorbener Spieler)
- Ehrenmitglied der VV Heerenveen seit 24. August 1956
- Ehrenbürger von Heerenveen seit 16. Juni 1965
- Aufnahme in den Kanon der friesischen Geschichte der Provinz Friesland[91]
- Platz 100 in der Abstimmung über De Grootste Nederlander, 2004
- Eisschnelllauf-Meister von Overijssel, Jahr unbekannt[92]